# 24 Heures du Mans 2009
Navigation
Édition précédente Édition suivante
Les 24 Heures du Mans 2009 sont la 77e édition de l'épreuve et se déroulent les 13 et 14 juin 2009 sur le circuit des 24 Heures.
La Peugeot 908 HDi FAP no 9, pilotée par Marc Gené, Alexander Wurz et David Brabham remporte la course au classement général. La Peugeot no 8, pilotée par Sébastien Bourdais, Stéphane Sarazin et Franck Montagny, assure le doublé. Peugeot renoue ainsi avec la victoire pour la première fois depuis 1993 et prend sa revanche sur Audi qui était invaincu dans la Sarthe depuis 2004. Tom Kristensen, octuple vainqueur de l'épreuve et également vainqueur en titre tout comme ses équipiers Allan McNish et Rinaldo Capello, s'empare de la troisième place.
Dans la catégorie LMP2, tout comme en 2008, une Porsche RS Spyder Evo s'impose. Cette fois avec l'écurie danoise Team Essex et les pilotes Casper Elgaard, Kristian Poulsen et Emmanuel Collard. L'allemande a très vite imposé un rythme en piste difficile à suivre par ses concurrents. La catégorie GT1 est la moins fournie du plateau, avec seulement six autos au départ. Sans la concurrence de Aston Martin Racing et de ses DBR9, la Chevrolet Corvette C6.R, pilotée par Johnny O'Connell, Jan Magnussen et Antonio García de l'écurie officielle Corvette Racing s'impose avec six tours d'avance sur la Chevrolet Corvette de l'écurie française Luc Alphand Aventures. En GT2, la Ferrari F430 GTC pilotée par Mika Salo, Pierre Kaffer et Jaime Melo de l'écurie américaine Risi Competizione s'impose pour la deuxième fois consécutive. Les Ferrari des écuries BMS Scuderia Italia, Risi Competizione / Krohn Racing et JMW Motorsport assurent un quadruplé à Ferrari dans la catégorie. Les Porsche 911 GT3 RSR abandonnent presque toutes. Seule la Porsche chinoise de l'écurie Endurance Racing Team Asia franchit la ligne, mais non classée.

## Contexte avant la course

### Polémiques autour des choix techniques

#### Imbroglio entre Audi et Peugeot sur la légalité de l'Audi R15 TDI

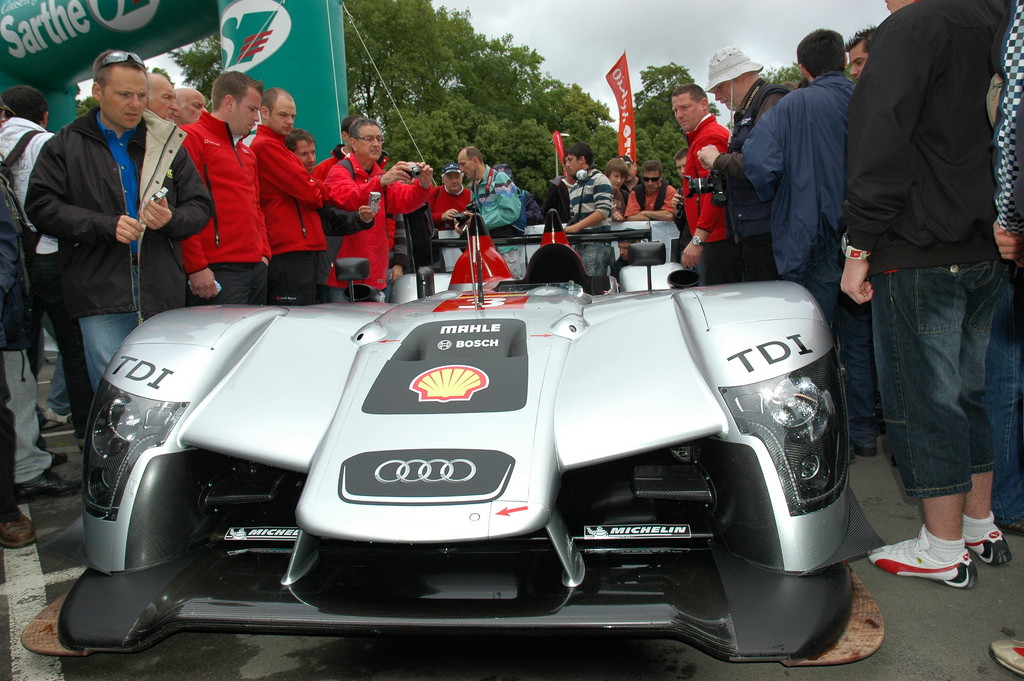
Un maximum de deux éléments aérodynamiques sont autorisés sur la face avant (ici celle de l'Audi R15 TDI pendant les vérifications techniques et administratives). Selon les dirigeants de Peugeot Sport, Audi ne respecterait pas cette règle.

Depuis la première apparition de l'Audi R15 TDI à l'occasion des 12 Heures de Sebring, un contexte tendu se crée entre Audi Sport et Peugeot Sport. Cette dernière écurie n'est pas convaincue de la légalité des deux appendices aérodynamiques situés sur le « nez » de l'Audi. Dix jours avant les vérifications techniques et administratives, couramment appelées pesage, l'ACO publie un communiqué à l'avantage de la firme allemande : « Le comité sport ACO confirme que l'ensemble des modifications demandées sur l'Audi R15 LMP1 par Audi-Sport sont conformes au règlement ACO 2009. La voiture est homologuée pour les 24 Heures du Mans 2009 ». Mais le lundi suivant, lors du pesage, différents techniciens de Peugeot Sport sont présents, non loin de l'endroit où est dévoilée la R15 TDI. Le prototype apparaît très modifié depuis la manche de Sebring, si bien que les modifications apportées ne sont pas légales du point de vue de Peugeot. Pour Wolfgang Ulrich, le patron d'Audi Sport, les interrogations de l'équipe française sont infondées : « Je n'ai pas apprécié les rumeurs survenues après Sebring, mais cela n'a rien changé à notre travail. Dès le début nous avions prévu deux types de carrosserie, une à forts appuis pour Sebring et une mieux adaptée au circuit du Mans ».

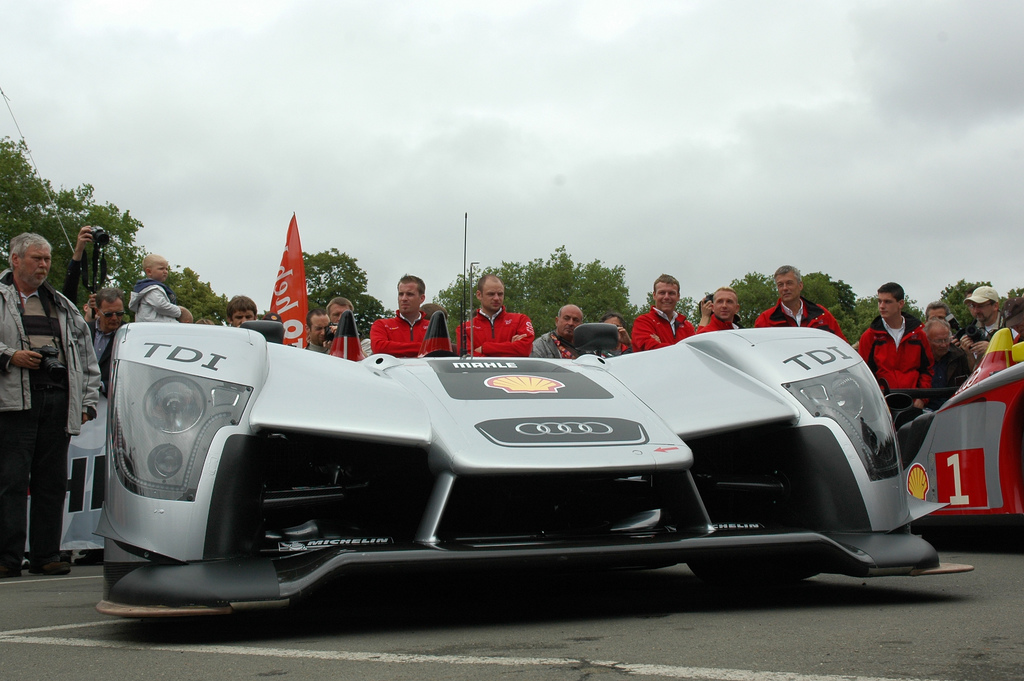
Pour Peugeot, les deux dérives verticales sont interprétées comme étant des éléments aérodynamiques. Pour Audi, il s'agit d'éléments structurels.

Le lendemain, aux dires d'Olivier Quesnel, le patron de Peugeot Sport, la situation ne s'améliore pas : « Ces modifications ne me conviennent pas et si rien ne change, j'envisage de porter réclamation avant les essais. Je ne m'attends pas à ce que l'ACO se déjuge, mais nous pourrons aller en appel auprès de la FIA ». Le lendemain matin, à 10 h 35, Peugeot Sport dépose une réclamation sur deux points qu'elle juge ambigus. Le premier concerne l'appendice reliant les deux ailes avant, le second concerne les appendices placés sur la face interne des ailes avant. Pour Peugeot, ces deux éléments remplissent un rôle illégal : « Ces appendices et flap sont des éléments de carrosserie dont la seule fonction est de générer de l'appui. Ces éléments de carrosserie sont considérés comme des éléments aérodynamiques ne figurant pas sur la liste des éléments autorisés à l'article 3.6.2 du règlement et sont donc interdits ». En outre, Olivier Quesnel dit avoir préparé ses justifications dès Sebring : « Notre dossier de réclamation était déjà prêt, mais l'ACO s'était engagée à faire le nécessaire d'ici l'épreuve mancelle. J’insiste sur le fait que notre démarche est constructive et non agressive. Elle a pour but de clarifier une situation floue et d'obtenir un règlement clair et précis afin de préparer l'avenir. Tous les concurrents ont besoin d'une réglementation stable et ferme, avec un pouvoir fort qui tranche. Nous irons jusqu'au bout de notre démarche non pas pour affaiblir l'Endurance mais la rendre plus forte ».
À 23 h 33, le collège des commissaires sportifs de l'ACO rejette la réclamation de Peugeot Sport. L'équipe française fait appel et l'ACO prévoit d'organiser une réunion fin juin, dans l'objectif de concerter les deux concurrents. La fédération internationale de l''automobile (FIA) devrait alors résoudre le conflit opposant les deux entités. Cependant, le règlement des 24 Heures du Mans étant rédigé par l'ACO, diverses questions se posent alors sur la résolution de l'affaire. Pour Jean-Claude Plassart, le président de l'ACO, la réglementation actuelle permet une certaine liberté pour les ingénieurs. L'objectif, selon lui, est que chacun doit pouvoir l'interpréter à sa manière : « Notre règlement n'est pas d'une grande précision, mais on ne veut pas que toutes les voitures se ressemblent. Chacun doit interpréter le règlement et l'ACO doit arbitrer ».

#### Équivalence entre motorisation diesel et essence
Dans le même temps, Hugues de Chaunac est mécontent de l'aspect du règlement qui autorise un changement de moteur entre les qualifications et la course. Ce changement réglementaire, non prévu au départ, n'est pas sans conséquence sur l'augmentation du budget de son écurie, Oreca.
De plus, le fait qu'Aston Martin Racing puisse utiliser une technologie à injection directe sur son moteur dérivé de la série, le V12 de la Lola B09/60-Aston Martin, ne plait guère à Oreca.

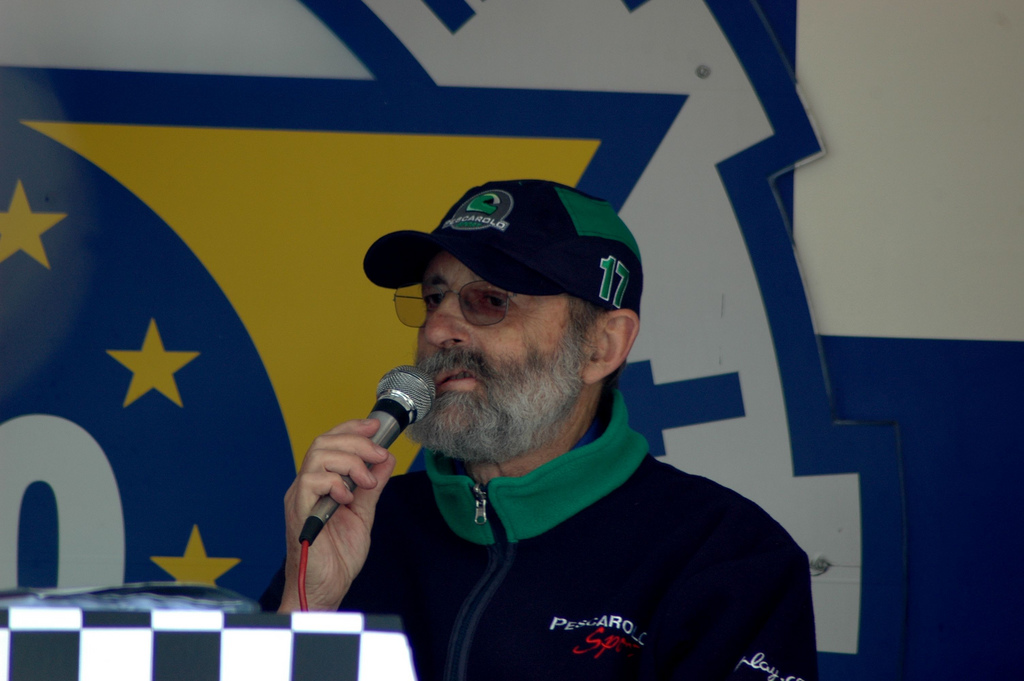
Le patron de Pescarolo Sport, Henri Pescarolo, n'est pas satisfait des équivalences entre les motorisations diesel et essence.

Mais le problème, souvent relevé par les écuries disposant de motorisation essence sur leurs voitures, réside dans l'équivalence avec les moteurs diesel, qui n'est selon eux pas respectée. Pour Henri Pescarolo, c'est la même problématique qui se pose chaque année : « Nous sommes dans une situation difficile et frustrante. Je mets au défi quiconque de prouver que notre voiture et nos pilotes sont à cinq ou six secondes au tour à conditions égales, c'est techniquement impossible. L'écart que vous constatez n'est pas un écart réel. Il ne répond pas à l'équité sportive. Je supplie l'ACO de rétablir cette équité ». Le vice-président de l'ACO Pierre Fillon a indiqué que des précisions seront apportées pour la saison 2010, une réduction du diamètre des brides étant notamment à l'étude. Olivier Quesnel, reconnaît la nécessité de devoir faire quelques concessions : « Je comprends qu'on ait besoin des écuries privées et les laisser à dix secondes [d'écart] est délicat ».
De son côté, le responsable de la communication d'Audi, Jürgen Pippig, ne trouve pas satisfaisant le fait de pouvoir modifier le règlement au dernier moment avant la course : « Le Mans reste intéressant pour Audi si la course conserve des règles claires et stables. Un changement de règlement peu de temps avant la course n'est pas acceptable. L'ACO doit donner un signal clair pour proposer les règles stables et viables à long terme ».

### Évolutions au niveau des règlements technique et sportif
Début 2009, la réglementation technique en LMP1 évolue. Les dimensions du patin situé sous le fond plat des LMP1 et LMP2 doivent être revues. De plus, pour les prototypes à cockpit fermé, la température maximale autorisée est augmentée, elle passe à 32 °C. Ce changement a pour objectif d'aider les équipes ayant des difficultés à développer leur système de climatisation.
Au niveau des arrêts aux stands, les mécaniciens pourront, au même moment, déposer les roues près de la voiture et ravitailler en carburant. Les mécaniciens devront tout de même retourner dans le garage pendant le ravitaillement en carburant.

### Incertitude sur le nombre de Porsche RS Spyder au départ
Avant la publication de la liste des engagés, Porsche annonce que deux châssis de RS Spyder seront au départ aux 24 Heures du Mans. Mais l'Automobile Club de l'Ouest (ACO) annonce la présence de deux prototypes ; l'écurie Vitaphoe Racing s'associerait finalement avec Team Essex et Team Goh. L'incertitude est plutôt du côté de Vitaphone Racing, puisque les deux autres équipes ont déjà communiqué leur équipages. Au sein du Team Essex, Casper Elgaard et Kristian Poulsen seraient titularisés. Ce dernier apporte des partenaires et remplace John Nielsen qui était pressenti au départ. Après avoir passé plusieurs années chez Pescarolo Sport, le Français Emmanuel Collard serait également de la partie dans le baquet de la Porsche danoise.
Chez Team Goh, l'équipe fait dans la continuité, en faisant confiance au Japonais Seiji Ara, avec qui elle a remporté l'édition 2004 sur Audi R8. Il est rejoint par Keisuke Kunimoto, alors engagé en championnat du Japon de Formule 3. Il a notamment remporté le Grand Prix de Macao en 2008. Le troisième pilote est Sascha Maassen, deuxième en 2008 dans la catégorie LMP2. En outre, l'équipe fait appel à Torsten Robbens, directeur sportif pendant l'édition 2004, il officiera une nouvelle fois à ce poste. Pour les 24 Heures du Mans, Porsche prévoit l'ajout d'une nouvelle configuration aérodynamique pour les RS Spyder. De plus, en guise d'entrainement, le Team Goh et le Team Essex devraient disputer les 1 000 kilomètres de Spa.

### Liste des engagés
| N°   | Écurie                            | Voiture                     | Pneus | Pilotes                  | Pilotes                | Pilotes             |
| LMP1 | LMP1                              | LMP1                        | LMP1  | LMP1                     | LMP1                   | LMP1                |
| ---- | --------------------------------- | --------------------------- | ----- | ------------------------ | ---------------------- | ------------------- |
| 007  | AMR Eastern Europe                | Lola B09/60-Aston Martin    | M     | Jan Charouz              | Tomáš Enge             | Stefan Mücke        |
| 008  | Aston Martin Racing               | Lola B09/60-Aston Martin    | M     | Anthony Davidson         | Darren Turner          | Jos Verstappen      |
| 009  | Aston Martin Racing               | Lola B09/60-Aston Martin    | M     | Stuart Hall              | Peter Kox              | Harold Primat       |
| 1    | Audi Sport Team Joest             | Audi R15 TDI                | M     | Rinaldo Capello          | Tom Kristensen         | Allan McNish        |
| 2    | Audi Sport North America          | Audi R15 TDI                | M     | Lucas Luhr               | Mike Rockenfeller      | Marco Werner        |
| 3    | Audi Sport Team Joest             | Audi R15 TDI                | M     | Timo Bernhard            | Romain Dumas           | Alexandre Prémat    |
| 4    | Creation Autosportif              | Creation CA07-Judd          | M     | Jamie Campbell-Walter    | Vanina Ickx            | Romain Iannetta     |
| 6    | Team LNT                          | Ginetta-Zytek 09S           | M     | Lawrence Tomlinson       | Richard Dean (en)      | Nigel Moore         |
| 7    | Peugeot Sport                     | Peugeot 908 HDi FAP         | M     | Nicolas Minassian        | Pedro Lamy             | Christian Klien     |
| 8    | Peugeot Sport                     | Peugeot 908 HDi FAP         | M     | Sébastien Bourdais       | Franck Montagny        | Stéphane Sarrazin   |
| 9    | Peugeot Sport                     | Peugeot 908 HDi FAP         | M     | David Brabham            | Marc Gené              | Alexander Wurz      |
| 10   | Oreca                             | Oreca 01-AIM                | M     | Bruno Senna              | Stéphane Ortelli       | Tiago Monteiro      |
| 11   | Oreca                             | Oreca 01-AIM                | M     | Olivier Panis            | Nicolas Lapierre       | Soheil Ayari        |
| 12   | Signature-Plus                    | Courage-Oreca LC70E-Judd    | M     | Pierre Ragues            | Franck Mailleux        | Didier André        |
| 13   | Speedy Racing Team Sebah          | Lola B08/60-Aston Martin    | M     | Andrea Belicchi          | Neel Jani              | Nicolas Prost       |
| 14   | Team Kolles                       | Audi R10 TDI                | M     | Narain Karthikeyan       | Charles Zwolsman       | André Lotterer      |
| 15   | Team Kolles                       | Audi R10 TDI                | M     | Christijan Albers        | Christian Bakkerud     | Giorgio Mondini     |
| 16   | Pescarolo Sport                   | Pescarolo 01-Judd           | M     | Christophe Tinseau       | Bruce Jouanny          | João Barbosa        |
| 17   | Pescarolo Sport                   | Peugeot 908 HDi FAP         | M     | Jean-Christophe Boullion | Benoît Tréluyer        | Simon Pagenaud      |
| 23   | Strakka Racing                    | Ginetta-Zytek 09S           | M     | Peter Hardman            | Nick Leventis          | Danny Watts         |
| LMP2 |                                   |                             |       |                          |                        |                     |
| 5    | NAVI Team Goh                     | Porsche RS Spyder Evo       | M     | Seiji Ara                | Keisuke Kunimoto       | Sascha Maassen      |
| 24   | Oak Racing                        | Pescarolo 01-Mazda          | D     | Jacques Nicolet          | Richard Hein           | Jean-François Yvon  |
| 25   | Ray Mallock Ltd.                  | Lola B08/86-Mazda           | M     | Mike Newton              | Thomas Erdos           | Chris Dyson         |
| 26   | Bruichladdich Bruneau Team        | Radical SR9-AER             | D     | Pierre Bruneau           | Marc Rostan            | Tim Greaves         |
| 30   | Racing Box                        | Lola B08/80-Judd            | M     | Andrea Piccini           | Matteo Bobbi           | Thomas Biagi        |
| 31   | Team Essex                        | Porsche RS Spyder Evo       | M     | Emmanuel Collard         | Casper Elgaard         | Kristian Poulsen    |
| 32   | Team Barazi Epsilon               | Zytek 07S/2                 | D     | Juan Barazi              | Stuart Moseley         | Phil Bennett (en)   |
| 33   | Speedy Racing Team Sebah          | Lola B08/80-Judd            | M     | Jonny Kane               | Benjamin Leuenberger   | Xavier Pompidou     |
| 35   | Oak Racing                        | Pescarolo 01-Mazda          | D     | Matthieu Lahaye          | Karim Ajlani           | Guillaume Moreau    |
| 39   | Kruse Schiller Motorsport         | Lola B07/46-Mazda           | M     | Hideki Noda              | Jean de Pourtales (en) | Matthew Marsh       |
| 40   | Quifel ASM Team                   | Ginetta-Zytek 09S/2         | D     | Miguel Amaral            | Olivier Pla            | Guy Smith           |
| 41   | GAC Racing Team                   | Zytek 07S/2                 | M     | Karim Ojjeh              | Claude-Yves Gosselin   | Philipp Peter       |
| GT1  |                                   |                             |       |                          |                        |                     |
| 63   | Corvette Racing                   | Chevrolet Corvette C6.R     | M     | Johnny O'Connell         | Jan Magnussen          | Antonio García      |
| 64   | Corvette Racing                   | Chevrolet Corvette C6.R     | M     | Olivier Beretta          | Oliver Gavin           | Marcel Fässler      |
| 66   | Jetalliance Racing                | Aston Martin DBR9           | M     | Lukas Lichtner-Hoyer     | Thomas Gruber          | Alex Müller         |
| 68   | JLOC                              | Lamborghini Murciélago R-GT | Y     | Marco Apicella           | Atsushi Yogō (de)      | Yutaka Yamagishi    |
| 72   | Luc Alphand Aventures             | Chevrolet Corvette C6.R     | D     | Luc Alphand              | Stéphan Grégoire       | Patrice Goueslard   |
| 73   | Luc Alphand Aventures             | Chevrolet Corvette C6.R     | D     | Julien Jousse            | Xavier Maassen         | Yann Clairay        |
| GT2  |                                   |                             |       |                          |                        |                     |
| 70   | IMSA Performance                  | Porsche 911 GT3 RSR (997)   | M     | Horst Felbermayr, Sr.    | Horst Felbermayr, Jr.  | Michel Lecourt      |
| 75   | Endurance Asia Team               | Porsche 911 GT3 RSR (997)   | D     | Darryl O'Young           | Philippe Hesnault      | Plamen Kralev       |
| 76   | IMSA Performance                  | Porsche 911 GT3 RSR (997)   | M     | Patrick Pilet            | Raymond Narac          | Patrick Long        |
| 77   | Team Felbermayr Proton            | Porsche 911 GT3 RSR (997)   | M     | Marc Lieb                | Richard Lietz          | Wolf Henzler        |
| 78   | AF Corse                          | Ferrari F430 GTC            | M     | Luís Pérez Companc       | Matías Russo           | Gianmaria Bruni     |
| 80   | Flying Lizard Motorsports         | Porsche 911 GT3 RSR (997)   | M     | Jörg Bergmeister         | Seth Neiman            | Darren Law          |
| 81   | Team Seattle Advanced Engineering | Ferrari F430 GTC            | M     | Don Kitch, Jr.           | Joe Foster (pl)        | Patrick Dempsey     |
| 82   | Risi Competizione                 | Ferrari F430 GTC            | M     | Jaime Melo               | Pierre Kaffer          | Mika Salo           |
| 83   | Risi Competizione                 | Ferrari F430 GTC            | M     | Tracy Krohn              | Niclas Jönsson         | Eric van de Poele   |
| 84   | Team Modena                       | Ferrari F430 GTC            | M     | Leo Mansell              | Pierre Ehret           | Roman Rusinov       |
| 85   | Spyker Squadron                   | Spyker C8 Laviolette GT2-R  | M     | Tom Coronel              | Jaroslav Janiš         | Jeroen Bleekemolen  |
| 87   | Drayson Racing                    | Aston Martin V8 Vantage GT2 | M     | Paul Drayson             | Jonny Cocker           | Marino Franchitti   |
| 89   | Hankook Team Farnbacher           | Ferrari F430 GTC            | H     | Allan Simonsen           | Dominik Farnbacher     | Christian Montanari |
| 92   | JMW Motorsport                    | Ferrari F430 GTC            | D     | Robert Bell              | Tim Sugden             | Andrew Kirkaldy     |
| 96   | Virgo Motorsport                  | Ferrari F430 GTC            | D     | Michael McInerney        | Sean McInerney         | Michael Vergers     |
| 97   | BMS Scuderia Italia               | Ferrari F430 GTC            | P     | Fabio Babini             | Matteo Malucelli       | Paolo Ruberti       |
| 99   | JMB Racing                        | Ferrari F430 GTC            | M     | Manuel Rodrigues         | Yvan Lebon (de)        | Christophe Bouchut  |

Fin janvier, l'ACO annonce avoir reçu quatre-vingt-deux dossiers d'inscription. Mais cinquante-cinq équipages sont sélectionnés, avec en plus, huit suppléants prêts à prendre la place d'un hypothétique forfait. En outre, parmi ces cinquante-cinq sélectionnés, quinze concurrents sont invités d'office et directement, en fonction de leurs résultats acquis dans les différents championnats organisés par l'ACO.

#### Forfaits et non sélection
Plusieurs écuries ayant déposé une candidature ne sont pas sélectionnées par le comité. Parmi elles figurent l'écurie Team ECO Speed avec une Dome S102. Selon le communiqué de Dome, l'écurie suisse n'aurait pas respecté la date de paiement de la location du prototype : « En raison du fait que ECO Speed n’a pas eu d’engagement pour les 24 Heures du Mans 2009 et qu’il n’y a pas de paiement de la part d’ECO Speed pour la location à la date convenue entre les deux parties, nous avons d’ores et déjà annulé le contrat avec ECO Speed vendredi dernier. Donc, avec cette annulation du contrat, nous voudrions vous informer qu’il n’y a malheureusement pas de S102 au Mans cette année ».
L'écurie basque-espagnole Epsilon Euskadi qui avait déjà déclaré forfait pour les Le Mans Series, et dont la candidature portait sur l'engagement de deux LMP1, déclare forfait pour les 24 Heures du Mans.
Fin avril, la Porsche RS Spyder de Vitaphone Racing déclare forfait. IMSA Performance en profite pour inscrire sa deuxième Porsche 911 GT3 RSR initialement suppléante. La Porsche no 70 est exploitée conjointement par IMSA Performance et l'écurie allemande Felbermayr Proton. Horst Felbermayr, Sr. et son fils partage le volant avec Michel Lecourt, qui après avoir disputé la saison 2008 des Le Mans Series, fait sa première apparition dans la classique mancelle,.

#### Réservistes
L'ACO sélectionne, en plus des cinquante-cinq inscrits, huit réservistes, prêts à prendre la place d'un concurrent déclaré forfait avant la course. Parmi les huit réservistes, figurent entre autres, Spyker Squadron qui avait déposé initialement deux dossiers d'engagement, mais une seule Spyker C8 Laviolette GT2-R est inscrite sur la liste des engagés dévoilée en février. La seconde voiture est présente en huitième position sur la liste des réservistes.

#### Finalisation des équipages
Aston Martin Racing apporte un soutien aux deux DBR9 engagées respectivement par Jetalliance Racing et Gigawave Motorsport Ltd. La première citée fera ses débuts aux Mans. Le 28 février, Lukas Lichtner-Hoyer est le premier pilote titularisé au sein de l'écurie : « Je suis bien évidemment ravi. Cette course est la plus importante et c’est une joie d’avoir été retenu, que ce soit pour moi ou pour toute l’équipe. Je suis allé deux fois aux 24 Heures du Mans en tant que spectateur et nous allons maintenant y être en tant que concurrent. C’est un rêve qui devient réalité pour toute l’équipe ». L'écurie autrichienne avait fait une demande en 2008, mais sans succès. Pour la première fois depuis 1972, une écurie autrichienne est au départ des 24 Heures du Mans. L'écurie Full Speed, qui avait déposé un dossier d’inscription avec une Saleen S7-R, n'est pas retenue par le comité de sélection.
Le même jour, Jeroen Bleekemolen, vainqueur des 24 Heures du Mans 2008 en LMP2 avec Van Merksteijn Motorsport (en) sur Porsche RS Spyder, est annoncé pour piloter l'unique Spyker C8 Laviolette GT2-R au départ. Il rejoint Tom Coronel et Jarek Janis dans le baquet de la voiture néerlandaise. Pour Bleekmolen, il s'agit d'un retour aux sources, puisque le Néerlandais avait découvert le Mans en 2006 avec Spyker : « C’est sympa de revenir chez Spyker. Même si nous avons fait partie du même team, je n’ai jamais partagé la voiture avec Tom Coronel. Je le connais très bien et je suis content de travailler avec lui. Jarek et moi avons tous les deux roulé en DTM. Il est très bon et c’est un bon renfort pour l’équipe. Quand j’ai visité les ateliers de Spyker Squadron la semaine dernière, j’ai été impressionné de voir les progrès qui ont été faits. Leur manière d’aborder Le Mans est très professionnelle et je suis déjà impatient de courir en juin ».
Début mars, Chris Dyson complète l'équipe de l'écurie RML, où il pilotera la Lola B08/86-Mazda aux côtés de Mike Newton et Thomas Erdos. Après deux victoires consécutives dans la catégorie LMP2, en 2005 et en 2006, l'écurie britannique vise une nouvelle fois la victoire. Pour Phil Barker, le team manager, l'expérience de Chris Dyson acquise en American Le Mans Series est un avantage : « C’est une très bonne nouvelle de voir Chris Dyson rejoindre le team. Le Dyson Racing ayant déjà testé leur coupé Lola-Mazda aux États-Unis, Chris connaît la voiture et nous apportera son expérience considérable acquise en American Le Mans Series où la compétition fait rage ». En outre, le motoriste japonais Mazda équipe également l'écurie Dyson Racing, présente en American Le Mans Series, ce qui explique l'implication entre RML et Dyson. Fin mars, Bruno Senna rejoint l'équipe Oreca ; il pilotera la voiture no 10.

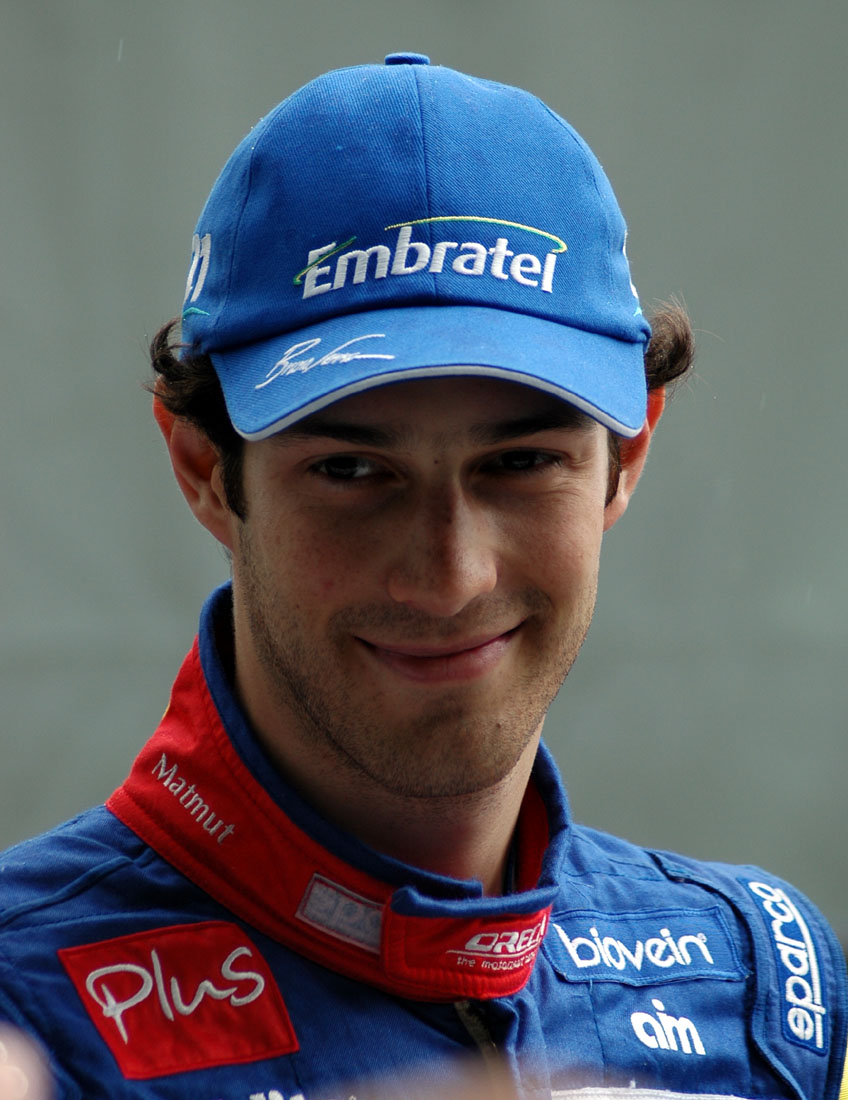
En 2009, Bruno Senna participe à ses premières 24 Heures du Mans.

En avril, le Speedy Racing Team Sebah annonce que le Suisse Neel Jani remplacera Marcel Fässler, parti chez Corvette Racing. Malgré une saison marquée par un engagement multidisciplinaires, avec le championnat de France FFSA GT, le championnat FIA GT et les Le Mans Series, l'écurie française Luc Alphand Aventures sera présente dans la Sarthe. Luc Alphand, Patrice Goueslard et Jérôme Policand et le trio Guillaume Moreau, Yann Clairay et Xavier Maassen sont les équipages annoncés.
Le 25 mai, le Français Romain Iannetta rejoint l'équipage de Creation Autosportif. Pour sa première participation en catégorie LMP1, il pilotera aux côtés de Jamie Campbell-Walter et Vanina Ickx. Il s'agira de sa quatrième participations au double tour d'horloge : « Je suis heureux de participer pour la quatrième fois à la plus importante course d’endurance du monde. Venir au Mans avec le Creation Autosportif, c’est pour moi une énorme opportunité. Le team a prouvé de nombreuses fois qu’il était compétitif et fiable en endurance et spécialement au Mans. Avec le moteur Judd 5,5 litres, le package Creation nous permet d’espérer terminer les 77e 24 Heures du Mans avec un bon résultat. Je suis aussi heureux de partager la voiture avec mes coéquipiers Jamie Campbell-Walter et Vanina Ickx. Ils ont tous les deux l’expérience des prototypes et ils représentent pour moi un atout supplémentaire. Ce sera ma première année au volant d’une LMP1, aussi je suis impatient de découvrir la voiture durant les prochains essais en Angleterre ». Andy Woolgar, le directeur marketing de l'écurie, ajoute : « Je suis très content d’avoir Romain avec Creation Autosportif. Il apporte des qualités sous-estimées, alors que c’est un pilote fiable, qui réfléchit vite, à un ensemble déjà bien bâti. Du point de vue du team, l’arrivée de Romain complète ce que nous croyons être un engagement solide pour la course de cette année. Ce que nous avons, c’est une voiture très bien préparée, un package moteur excellent et en qui nous avons confiance, et trois pilotes très bien assortis ».
Trois jours plus tard, le 28, João Barbosa est annoncé pour piloter aux côtés de Christophe Tinseau et Bruce Jouanny l'unique Pescarolo 01 engagée en catégorie LMP1. Le pilote portugais a déjà disputé à cinq reprises les 24 Heures du Mans, à chaque fois avec Rollcentre Racing ; son meilleur résultat est une quatrième place en 2007.
L'écurie basque-espagnole Epsilon Euskadi et sa ee2 sont initialement inscrits sur la liste. Le 1er juin, L'écurie monégasque JMB Racing annonce son troisième pilote : Christophe Bouchut qui y effectuera à cette occasion sa seizième participation. Il rejoint donc Manuel Rodrigues et Yvan Lebon (de) sur la Ferrari. Ce dernier a déjà couru en championnat de France FFSA GT avec Bouchut. Le 4 juin, Stuart Moseley et Roland Bervillé sont annoncés sur la Zytek de Barazi Epsilon. Finalement, Bervillé ne participe pas à l'épreuve car remplacé le 8 juin par Phil Bennett (en). Le lendemain, Yutaka Yamagishi est confirmé à bord de la Lamborghini du JLOC.
Le 8 juin, le Team Kolles annonce son dernier pilote : André Lotterer, spécialiste des courses japonaises, notamment le Super GT et la Formule Nippon. l'Allemand participera à ses premières 24 Heures du Mans, tout comme ses deux coéquipiers, le Néerlandais Charles Zwolsman et l'Indien Narayn Karthikeyan à bord de l'Audi R10 TDI no 14, voiture vainqueure en titre des trois éditions précédentes,.

## Essais libres
La séance d'essais libres débute sous une fine pluie. Allan McNish, à bord de l'Audi R15 TDI no 1, signe le temps le plus rapide en 3 min 30 s 708.

## Qualifications
| Pos. | Classe | N°  | Équipe                             | Pilote                   | Temps          | Grille |
| ---- | ------ | --- | ---------------------------------- | ------------------------ | -------------- | ------ |
| 1    | LMP1   | 8   | Peugeot Sport                      | Stéphane Sarrazin        | 3 min 22 s 888 | 1      |
| 2    | LMP1   | 1   | Audi Sport Team Joest              | Allan McNish             | 3 min 23 s 650 | 2      |
| 3    | LMP1   | 7   | Peugeot Sport                      | Nicolas Minassian        | 3 min 24 s 860 | 3      |
| 4    | LMP1   | 17  | Pescarolo Sport                    | Jean-Christophe Boullion | 3 min 25 s 062 | 4      |
| 5    | LMP1   | 9   | Peugeot Sport                      | Marc Gené                | 3 min 25 s 252 | 5      |
| 6    | LMP1   | 2   | Audi Sport North America           | Marco Werner             | 3 min 25 s 780 | 6      |
| 7    | LMP1   | 3   | Audi Sport Team Joest              | Alexandre Prémat         | 3 min 27 s 106 | 7      |
| 8    | LMP1   | 007 | Aston Martin Racing Eastern Europe | Stefan Mücke             | 3 min 27 s 180 | 8      |
| 9    | LMP1   | 008 | Aston Martin Racing                | Anthony Davidson         | 3 min 27 s 704 | 9      |
| 10   | LMP1   | 13  | Speedy Racing Team Sebah           | Andrea Belicchi          | 3 min 28 s 134 | 10     |
| 11   | LMP1   | 23  | Strakka Racing                     | Danny Watts              | 3 min 29 s 798 | 11     |
| 12   | LMP1   | 16  | Pescarolo Sport                    | Christophe Tinseau       | 3 min 30 s 466 | 12     |
| 13   | LMP1   | 15  | Team Kolles                        | Christijan Albers        | 3 min 31 s 192 | 13     |
| 14   | LMP1   | 14  | Team Kolles                        | André Lotterer           | 3 min 31 s 548 | 14     |
| 15   | LMP1   | 10  | Oreca                              | Stéphane Ortelli         | 3 min 33 s 514 | 15     |
| 16   | LMP1   | 11  | Oreca                              | Olivier Panis            | 3 min 33 s 860 | 16     |
| 17   | LMP1   | 009 | Aston Martin Racing                | Peter Kox                | 3 min 33 s 968 | 17     |
| 18   | LMP1   | 6   | Team LNT                           | Richard Dean             | 3 min 35 s 804 | 18     |
| 19   | LMP1   | 4   | Creation Autosportif               | Jamie Campbell-Walter    | 3 min 35 s 960 | 19     |
| 20   | LMP2   | 31  | Team Essex                         | Casper Elgaard           | 3 min 37 s 720 | 20     |
| 21   | LMP2   | 5   | Navi Team Goh                      | Seiji Ara                | 3 min 37 s 802 | 21     |
| 22   | LMP1   | 12  | Signature                          | Pierre Ragues            | 3 min 39 s 326 | 22     |
| 23   | LMP2   | 33  | Speedy Racing Team Sebah           | Xavier Pompidou          | 3 min 41 s 724 | 23     |
| 24   | LMP2   | 25  | Ray Mallock Ltd.                   | Thomas Erdos             | 3 min 41 s 952 | 24     |
| 25   | LMP2   | 40  | Quifel ASM Team                    | Olivier Pla              | 3 min 42 s 012 | 25     |
| 26   | LMP2   | 30  | Racing Box                         | Andrea Piccini           | 3 min 42 s 848 | 26     |
| 27   | LMP2   | 41  | GAC Racing Team                    | Philipp Peter            | 3 min 44 s 830 | 27     |
| 28   | LMP2   | 35  | Oak Racing                         | Matthieu Lahaye          | 3 min 45 s 032 | 28     |
| 29   | LMP2   | 32  | Team Barazi Epsilon                | Juan Barazi              | 3 min 52 s 956 | 29     |
| 30   | LMP2   | 39  | Kruse Schiller Motorsport          | Hideki Noda              | 3 min 53 s 072 | 30     |
| 31   | GT1    | 63  | Corvette Racing                    | Jan Magnussen            | 3 min 54 s 230 | 31     |
| 32   | GT1    | 64  | Corvette Racing                    | Olivier Beretta          | 3 min 54 s 702 | 32     |
| 33   | LMP2   | 26  | Bruichladdich Bruneau Team         | Marc Rostan              | 3 min 55 s 320 | 33     |
| 34   | GT1    | 66  | Jetalliance Racing                 | Alex Müller              | 3 min 56 s 126 | 34     |
| 35   | GT1    | 72  | Luc Alphand Aventures              | Stéphan Grégoire         | 3 min 57 s 170 | 35     |
| 36   | LMP2   | 24  | Oak Racing                         | Richard Hein             | 3 min 57 s 524 | 36     |
| 37   | GT1    | 73  | Luc Alphand Aventures              | Yann Clairay             | 3 min 58 s 564 | 37     |
| 38   | GT2    | 80  | Flying Lizard Motorsports          | Jörg Bergmeister         | 4 min 03 s 202 | 38     |
| 39   | GT2    | 77  | Team Felbermayr Proton             | Marc Lieb                | 4 min 03 s 232 | 39     |
| 40   | GT2    | 82  | Risi Competizione                  | Jaime Melo               | 4 min 04 s 056 | 40     |
| 41   | GT2    | 99  | JMB Racing                         | Christophe Bouchut       | 4 min 04 s 084 | 41     |
| 42   | GT2    | 97  | BMS Scuderia Italia                | Matteo Malucelli         | 4 min 04 s 222 | 42     |
| 43   | GT2    | 76  | IMSA Performance                   | Patrick Long             | 4 min 04 s 648 | 43     |
| 44   | GT2    | 78  | AF Corse                           | Gianmaria Bruni          | 4 min 04 s 938 | 44     |
| 45   | GT2    | 92  | JMW Motorsport                     | Robert Bell              | 4 min 05 s 168 | 45     |
| 46   | GT2    | 87  | Drayson Racing                     | Jonny Cocker             | 4 min 06 s 482 | 46     |
| 47   | GT2    | 89  | Hankook Team Farnbacher            | Allan Simonsen           | 4 min 06 s 612 | 47     |
| 48   | GT2    | 85  | Spyker Squadron                    | Jeroen Bleekemolen       | 4 min 08 s 348 | 48     |
| 49   | GT2    | 84  | Team Modena                        | Roman Rusinov            | 4 min 08 s 508 | 48     |
| 50   | GT2    | 83  | Risi Competizione / Krohn Racing   | Tracy Krohn              | 4 min 08 s 758 | 50     |
| 51   | GT2    | 70  | IMSA Performance                   | Horst Felbermayr, Jr.    | 4 min 10 s 014 | 51     |
| 52   | GT2    | 75  | Endurance Asia Team                | Darryl O'Young           | 4 min 10 s 456 | 52     |
| 53   | GT2    | 96  | Virgo Motorsport                   | Michael Vergers          | 4 min 10 s 664 | 53     |
| 54   | GT2    | 81  | Advanced Engineering               | Joe Foster               | 4 min 13 s 920 | 54     |
| 55   | GT1    | 68  | JLOC                               | Yutaka Yamagishi         | 4 min 21 s 812 | 55     |

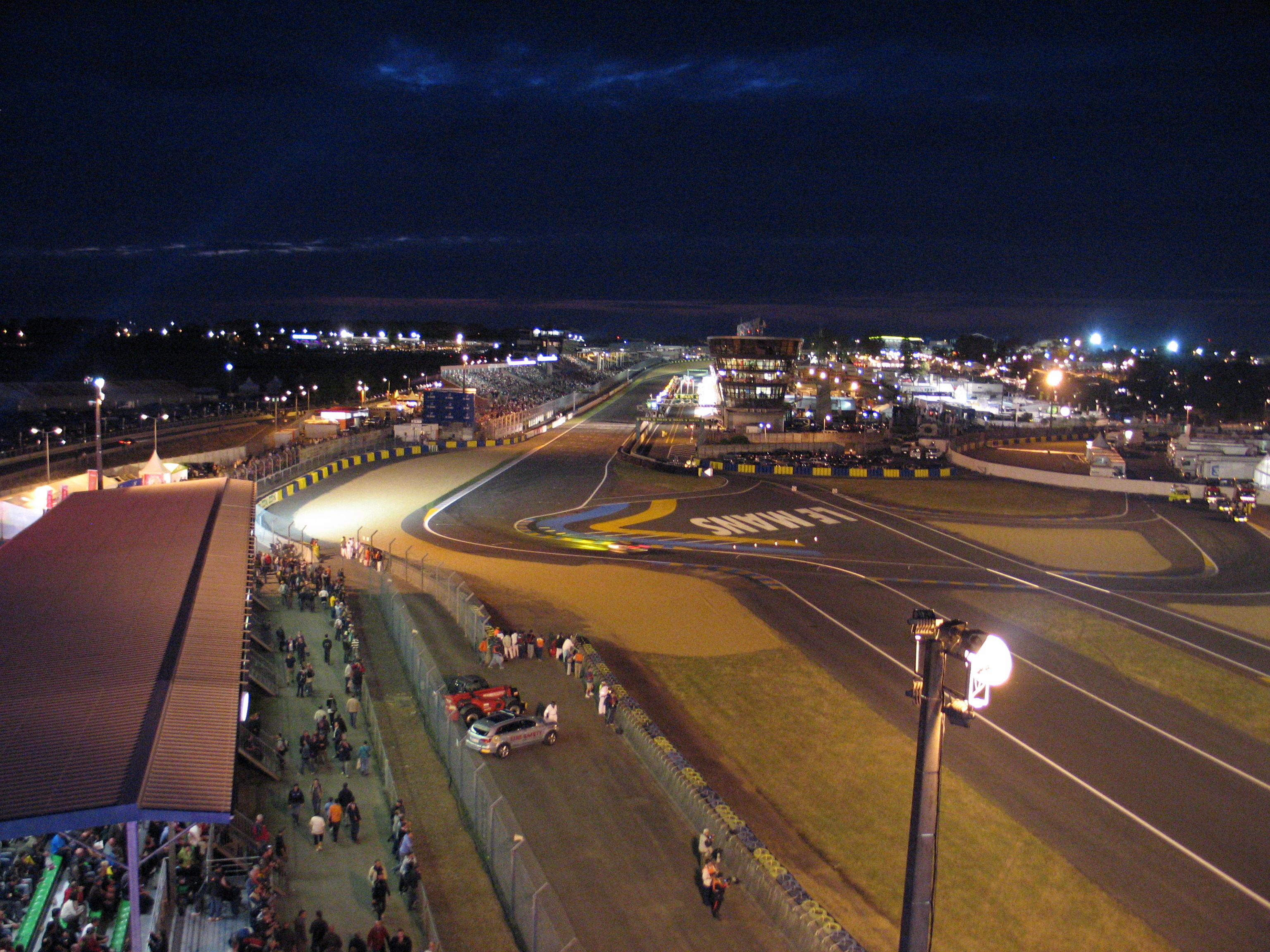
En 2009, l'unique séance de qualifications se déroule en partie de nuit.

L'édition 2009 des 24 Heures du Mans n'inclut qu'une seule séance d'essais qualificatifs, contrairement aux années précédentes. Dix-sept minutes après le début l'entame de la séance, sur piste sèche, Franck Montagny signe un temps de 3 min 25 s 608 à bord de la Peugeot 908 HDi FAP no 8. Puis à 20 h 47, il améliore son temps en 3 min 24 s 852. Viennent ensuite les Peugeot de Pedro Lamy en 3 min 26 s 992 et celle de Jean-Christophe Boullion en 3 min 28 s 812. Quelques boucles plus tard, à bord du prototype exploité par Pescarolo Sport, Boullion améliore et porte son chrono à 3 min 25 s 062. Quant aux Audi R15 TDI de Mike Rockenfeller et d'Allan McNish, elles restent en embuscade avec des temps supérieurs à 3 min 26 s. Mais à la fin de la première moitié de la séance, McNish boucle un tour en 3 min 23 s 650 et obtient alors la pole provisoire.
Du côté des motorisations essence, c'est Anthony Davidson qui s'en sort le mieux avec sa Lola B09/60-Aston Martin no 008 et un temps de 3 min 29 s 522. L'écurie britannique Strakka Racing, qui avait obtenu la pole lors des 1 000 kilomètres de Catalogne, est deuxième du classement avec la Ginetta-Zytek 09S à bord de laquelle Danny Watts signe un temps de 3 min 29 s 798. Pendant la première partie de la séance, Watts et Davidson sont les seuls pilotes équipés d'une voiture à motorisation essence à être descendu sous la barre des 3 min 30 s. Les deux pilotes s'en approchant le plus, sans toutefois y parvenir, sont Christophe Tinseau (Pescarolo 01-Judd) en 3 min 30 s 466 et Andrea Belicchi (Lola B08/60-Aston Martin) en 3 min 30 s 552.
Dans la deuxième partie, Stefan Mücke (Lola B09/60-Aston Martin no 007) améliore chez les « essence » avec un temps chronométré en 3 min 27 s 180. Davidson améliore également avec un temps de 3 min 27 s 704. Puis c'est au tour de Belicchi de signer un temps de 3 min 28 s 134, qui le place en troisième position des « essence ». Chez les motorisations diesel, Sébastien Bourdais, qui a remplacé Montagny, s'élance à son tour. Il signe un 3 min 24 s 658 pas suffisamment rapide pour pouvoir déloger l'Audi de McNish. Durant son deuxième tour d'attaque, il est gêné par le trafique et n'améliore pas. Le Manceau est ensuite relayé par Stéphane Sarrazin qui, à partir de 22 h 40, commence à enchaîner des tours à un rythme soutenu. Malgré ses efforts, il est consécutivement gêné par de nombreux événements. Le trafic, un drapeau jaune sorti à la suite de l'escapade hors piste au niveau de la passerelle Dunlop de la Pescarolo 01 no 24 de Jacques Nicolet, ainsi que la sortie de piste de Jan Charouz (Lola-Aston Martin no 007) à la chicane Michelin, l'empêchent de réaliser un temps s'approchant de celui de l'Audi provisoirement installée en pole position. À vingt-neuf minutes du terme, le Français trouve enfin une piste dégagée et se retrouve en avance sur le temps de McNish au virage de Mulsanne ; il échoue pour 78 millièmes seulement.
À 23 h 47, alors qu'il est semble-t-il dans sa dernière tentative, il signe un temps de 3 min 22 s 888 et arrache la pole position à Allan McNish. Lorsqu'il descend de sa voiture, il déclare : « Cette année, plus encore que les deux dernières années, je voulais faire la pole position. J'avais un feeling particulier, je ne sais pas pourquoi... Au début j'ai été gêné par une Audi, un hasard, une coïncidence... Ils n'ont pas dit à Kristensen que j'étais derrière lui, il m'a aperçu au dernier moment, il a fait gauche-droite... Bon c'est le sport. Oui, c'était mon dernier tour, mais c'est pour cela que c'est bon, car tu n'as pas le droit de te louper, même si tu es gêné. J'ai pu me lâcher en fin de séance, notamment dans le virage Porsche et le temps est tombé ! J'attaquais à bloc, voilà ! ».
Dans la catégorie LMP2, Les Porsche RS Spyder Evo dominent et Casper Elgaard (no 31) obtient la pole pour 82 millièmes face à Seiji Ara (no 5). À environ quatre secondes, Xavier Pompidou sur Lola B08/80-Judd ne peut que faire mieux que troisième. En GT1, la lutte pour la pole se résume à un duel interne chez Corvette Racing puisque Jan Magnussen (Chevrolet Corvette C6.R no 63) arrache la pole à Olivier Beretta (no 64) pour moins d'une demi-seconde. La Lamborghini Murciélago R-GT du JLOC se classe dernière du classement général avec un temps de 4 min 21 s 812. Enfin, la catégorie GT2 est la plus disputée pour la pole position. En effet, les huit premières voitures se tiennent en deux secondes, et les quatre premières en moins d'une seconde. Jörg Bergmeister, sur la Porsche 911 GT3 RSR no 80 du Flying Lizard Motorsports, parvient à prendre l'avantage sur le temps de Marc Lieb (Porsche 911 GT3 RSR no 77 / Team Felbermayr Proton) pour une différence infime de 30 millièmes de seconde. La première Ferrari F430 GTC pilotée par Jaime Melo, le vainqueur de la catégorie en 2008, est troisième. À bord de la Ferrari du JMB Racing, Christophe Bouchut obtient la quatrième place, là aussi pour un écart très faible (28 millièmes).
Au soir des qualifications, certains observateurs semblent impressionnés par le temps réalisé par la Peugeot de Sarrazin. En effet, pour la saison 2009, l'ACO a décidé de réduire d'environ 10,5 % la puissance des moteurs, en diminuant la taille du diamètre des brides d'admission, ainsi qu'en diminuant la pression maximale autorisée dans ces derniers,. S'ajoute à cela, la diminution des dimensions de l'aileron arrière imposée par le règlement. Malgré ces changements, la pole position de 2008, en 3 min 18 s 513, également obtenue par Sarrazin, ne paraît pas si lointaine.

## Nombre de pilotes qualifiés pour la course
Comme l'édition précédente, ce sont 165 pilotes qui seront au départ de la course. Vanina Ickx quant à elle, sera la seule femme cette année à participer à l'épreuve mancelle.
| 42 Français   | 27 Britanniques | 14 Allemands  | 10 Italiens | 9 Américains     |
| 8 Autrichiens | 8 Néerlandais   | 7 Danois      | 6 Suisses   | 5 Japonais       |
| 4 Portugais   | 3 Brésiliens    | 3 Monégasques | 3 Tchèques  | 2 Argentins      |
| 2 Belges      | 2 Espagnols     | 1 Australien  | 1 Bulgare   | 1 Chinois        |
| 1 Finlandais  | 1 Hongkongais   | 1 Indien      | 1 Russe     | 1 Saint-Marinais |
| 1 Saoudien    | 1 Suédois       |               |             |                  |

## Warm-up
Le warm-up est une séance d'échauffement qui permet aux concurrents de vérifier le bon fonctionnement des voitures avant le départ de la course. Lors de cette séance, les trois Peugeot obtiennent les trois meilleurs temps. Malgré un changement de turbo sur sa voiture (no 8), Franck Montagny est le plus rapide en 3 min 26 s 457. Les Audi connaissent quelques déboires, Tom Kristensen voit son accélérateur se bloquer, tandis que Marco Werner est contraint d'éviter une voiture de la catégorie GT2 ; de ce fait, il part en tête-à-queue et fait une excursion hors piste au niveau de la passerelle Dunlop. De surcroît, les Audi R15 TDI sont victimes d'un sous-virage, qui ne semblait pas présent lors des séances précédentes.
Deux voitures ne prennent pas la piste, la Lamborghini no 68 du JLOC inscrite en catégorie GT1, et la Lola no 39 de Kruse Schiller Motorsport inscrite en LMP2. L’écurie Luc Alphand Aventures a dû procéder à un changement de moteur sur la no 73 et la Spyker a mis douze minutes à parcourir un tour du circuit. En outre, en fin de séance, Christophe Tinseau part en tête-à-queue au virage d'Indianapolis mais s'en sort sans conséquence.

## Animations et évènements avant la course
Plusieurs animations sont organisées avant la course, comme la parade des pilotes, le Classic British Welcome, ainsi que diverses expositions de photos et de peintures en rapport avec l'épreuve. Par ailleurs, de nombreux acteurs de la discipline se livrent à différentes conférences de presse, qui ont lieu pendant la semaine qui précède le week-end de course. Le mercredi après-midi, Michelin, puis c'est au tour de l'Automobile Club de l'Ouest d'organiser une conférence le jeudi matin et trois conférences sont organisées le vendredi avec Aston Martin, Audi et Peugeot.

## Course

### Déroulement de l'épreuve

#### Première heure: Domination des Peugeot, une Audi retardée, une Peugeot également
15 h : le départ de la course est donné par Luca di Montezemolo, le patron de Ferrari. Avant même d'avoir passé la ligne, la Lola B07/46 no 39 de Kruse Schiller Motorsport est victime d'une fuite d'huile et s'arrête à son stand. À la passerelle Dunlop, Allan McNish, à bord de l'Audi R15 TDI no 1, tente de dépasser Franck Montagny à bord de la Peugeot 908 HDi FAP no 8 partie de la pole. L'Écossais n'y parvient pas. Dans le même tour, Alexander Wurz, qui pilote la Peugeot no 9, se dédouble de Jean-Christophe Boullion (Peugeot no 17) au niveau de la chicane Playstation. Puis c'est au tour de Pedro Lamy de dépasser McNish à la chicane Michelin. Les Audi R15 TDI semblent souffrir en vitesse de pointe, puisque Stefan Mücke à bord de la Lola B09/60-Aston Martin no 007 parvient à doubler Alexandre Prémat sur l'Audi no 3 avant le virage de Mulsanne.

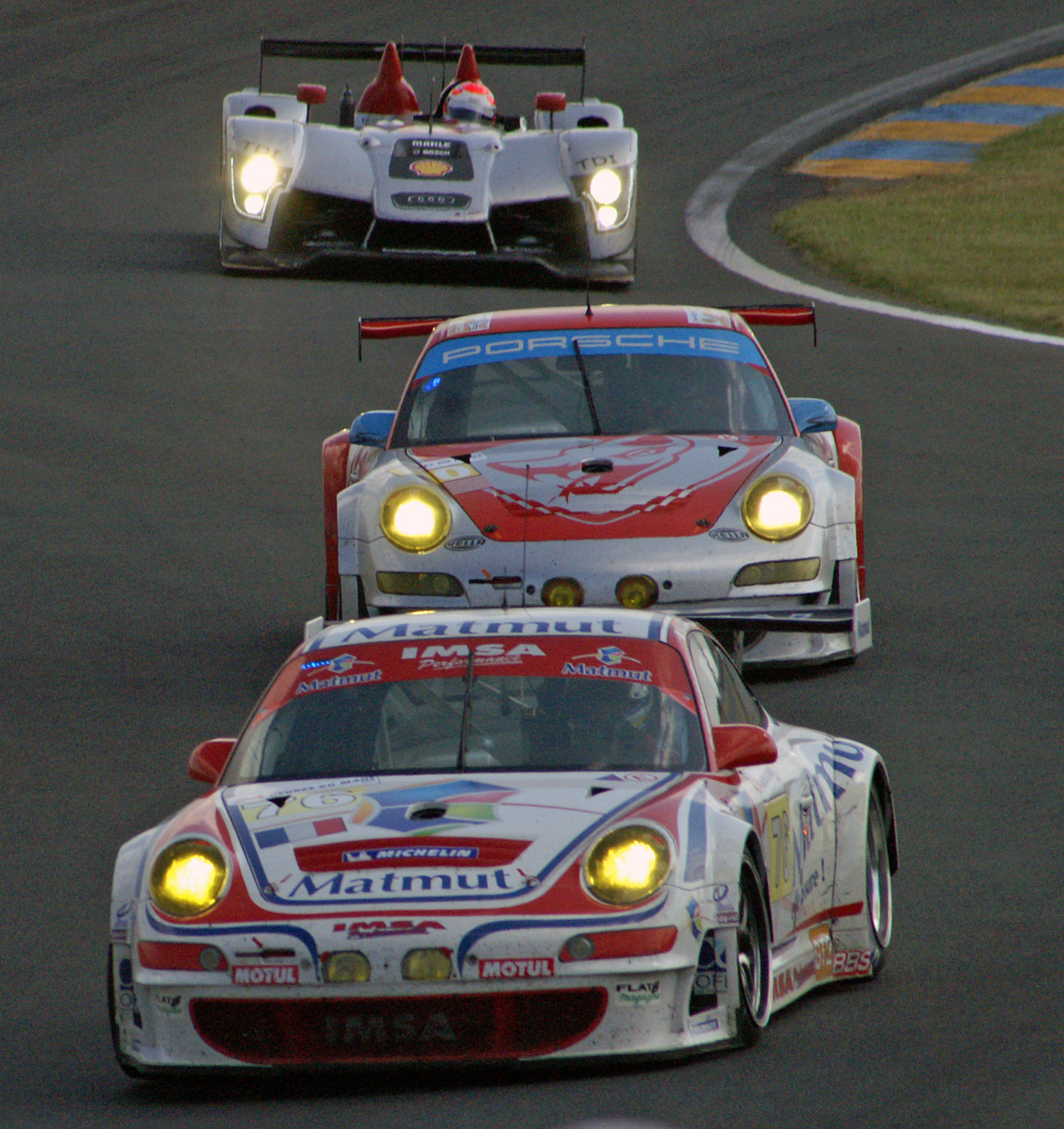
Les Porsche 911 GT3 RSR d'IMSA Performance et de Flying Lizard Motorsports au coude à coude ; elles précèdent l'Audi R15 TDI no 2 qui va bientôt leur prendre un tour.

À 15 h 4, Montagny commence à distancer Lamy. Allan McNish est troisième, il est suivi par Wurz (Peugeot no 9), Boullion (Peugeot no 17), Mike Rockenfeller (Audi no 2), Mücke (Lola-Aston Martin no 007), Prémat (Audi no 3) et Darren Turner (Lola-Aston Martin no 008). Ce premier groupe creuse un écart avec un deuxième groupe constitué d'Andrea Belicchi (Lola B08/60 no 13), Christophe Tinseau (Pescarolo 01 no 16), Peter Hardman (Ginetta-Zytek 09S no 23), les Audi R10 TDI de Christijan Albers (no 15) et de Charles Zwolsman (no 14), Stéphane Ortelli (Oreca 01 no 10), Harold Primat (Lola-Aston Martin no 009), Olivier Panis (Oreca 01 no 11), Richard Dean (Ginetta-Zytek no 6) et Jamie Campbell-Walter (Creation CA07 no 4). Dans la catégorie LMP2, les deux Porsche RS Spyder Evo sont à la lutte, Seiji Ara à bord de no 5 avec Emmanuel Collard sur no 31. Xavier Pompidou (Lola B08/80 no 33) et Thomas Erdos (Lola B08/86 no 25) sont déjà distancés. En GT1, Jan Magnussen (Chevrolet Corvette C6.R (no 63) a pris l'ascendant sur ses adversaires, d'autant que l'Aston Martin DBR9 de Jetalliance Racing rentre aux stands pour effectuer un changement d'alternateur. Quant à l'unique Lamborghini Murciélago R-GT engagée, elle rentre à son stand et abandonne (officiellement à 15 h 30) au terme du premier tour (surchauffe moteur). En catégorie GT2, la Ferrari F430 GTC de Jaime Melo (AF Corse) mène la danse devant un groupe composé de Porsche 911 GT3 RSR et de Ferrari F430 GTC : Marc Lieb, Christophe Bouchut, Matteo Malucelli et Jörg Bergmeister.

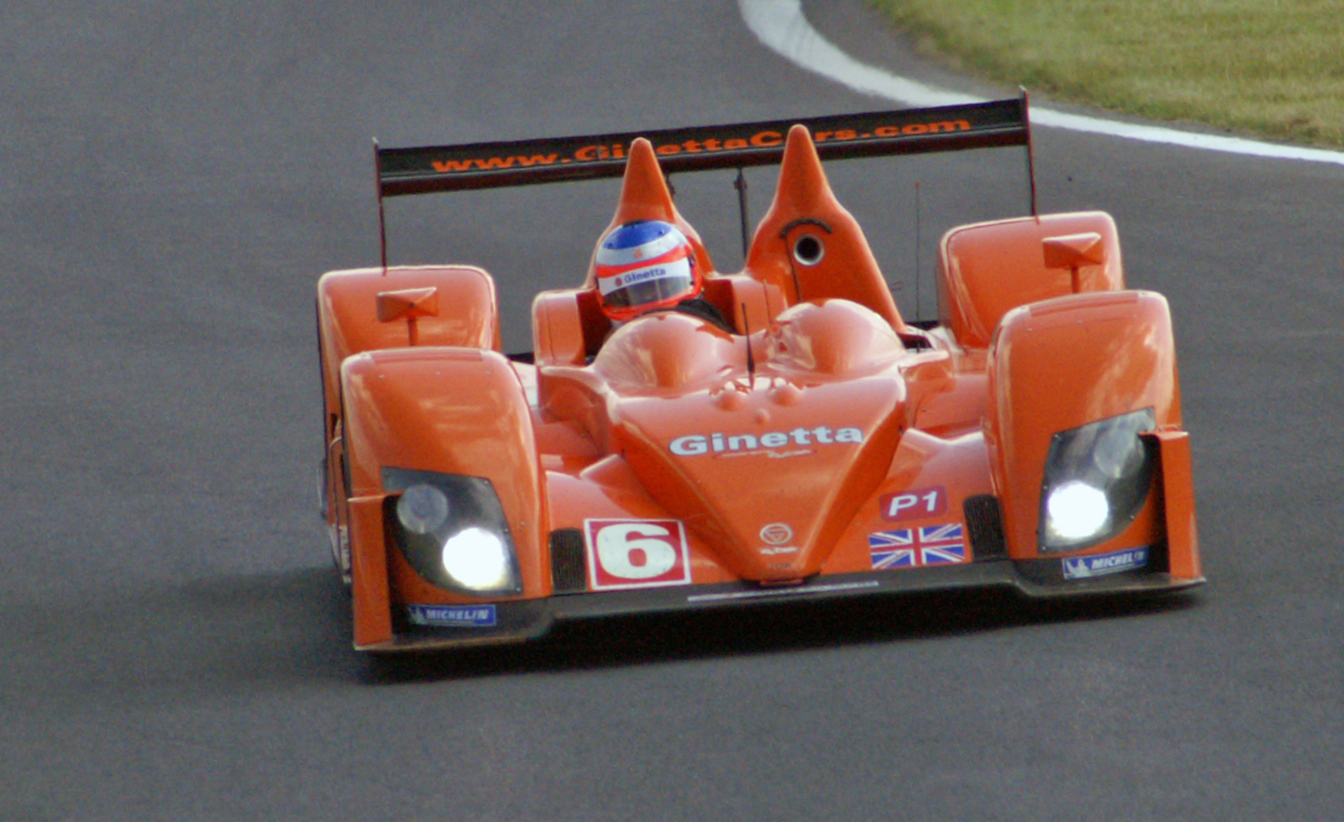
En début de course, la Ginetta-Zytek 09S du Team LNT est retardée par des problèmes électriques.

Trois minutes plus tard, les trois Peugeot officielles sont en tête, puisque Wurz vient de doubler McNish peu avant la chicane Michelin. À cet instant, Pedro Lamy effectue le meilleur tour en course de en 3 min 25 s 028, et Marc Lieb (Porsche no 77/GT2) vient de prendre le meilleur sur Jaime Melo. Quant à la Ferrari de Malucelli et l'Aston Martin V8 Vantage GT2 de Jonny Cocker, elles subissent toutes deux une crevaison qui les obligent à rentrer aux stands au ralenti. À 15 h 10, alors qu'il entame son troisième tour de course, Alexandre Prémat (Audi no 3/LMP1) tente de dépasser Mücke (Lola-Aston Martin no 007/LMP1) à la Passerelle Dunlop, sans succès. Au virage d'Indianapolis, Prémat est semble-t-il déséquilibré par le vibreur, il ne peut prendre le virage qui tourne à gauche et se retrouve dans le bac à gravier, en touchant le mur de pneus. Avec l'aide des commissaires, il parvient à repartir, mais perd trois minutes. L'Audi endommagée rentre aux stands en ayant déjà perdu un tour, elle en perd un second à son stand, une réparation sur l'avant de la voiture devant être effectuée. Au même instant, la Ginetta du Team LNT, pilotée par Richard Dean, rencontre des problèmes électriques.

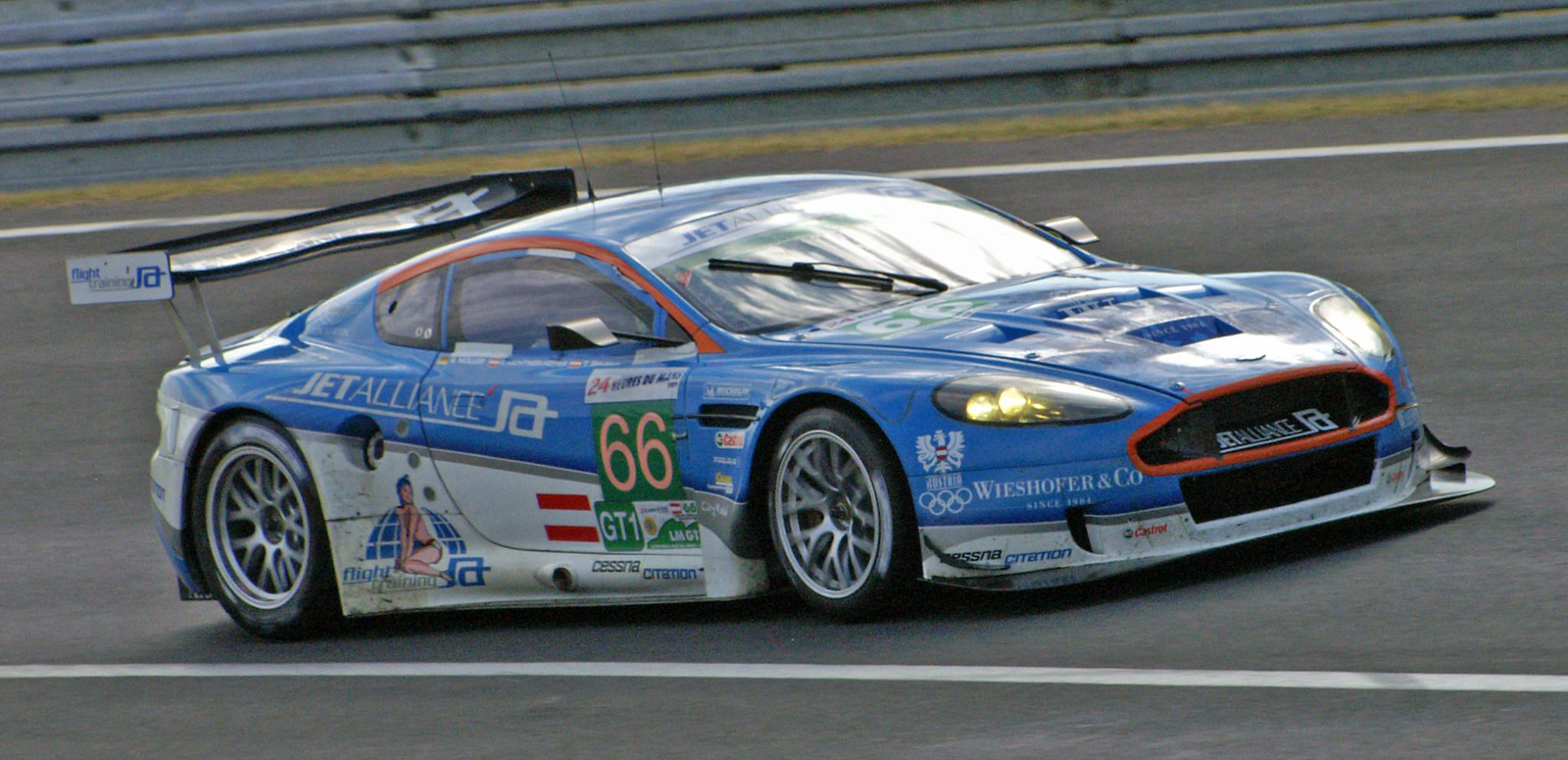
En 2009, l'unique Aston Martin DBR9 engagée, est exploitée par Jetalliance Racing.

À 15 h 14, la course dans la catégorie GT2 est serrée entre Ferrari et Porsche. Jaime Melo (Ferrari no 82) reprend le leadership à Christophe Bouchut (Ferrari no 99). Les deux hommes devancent : Marc Lieb (Porsche no 77), Patrick Long (Porsche no 76) et Jörg Bergmeister (Porsche no 80). 15 h 22, Christian Albers (Audi no 15) ravitaille et en profite pour changer de capot avant, la Ginetta de Quifel ASM Team (LMP2) en fait de même car Guy Smith est aux prises avec des soucis d'allumage. Les deux concurrents perdent respectivement douze et dix-neuf minutes. À 15 h 24, après sept tours de course, les Peugeot continuent de creuser l'écart ; Allan McNish pointe maintenant à vingt-et-une secondes de la Peugeot de tête. En catégorie GT2, Marc Lieb est revenu à la hauteur de Jaime Melo.
À la fin de la première demi-heure (15 h 31, les trois Peugeot de l'usine caracolent en tête ; Montagny (Peugeot no 8), puis Lamy (Peugeot no 7) et enfin Wurz (Peugeot no 9) ont dorénavant une confortable avance sur un deuxième groupe composé de McNish (Audi no 1), Boullion (Peugeot no 17), Rockenfeller (Audi no 2), Mücke (Lola-Aston Martin no 007) et Turner (Lola-Aston Martin no 008). Entre-temps, Christophe Tinseau (Pescarolo no 16 ravitaille en même temps qu'Andrea Belicchi (Lola no 13) ; le Français s'en sort mieux que l'Italien, et lui prend donc la neuvième place. Plus loin dans le classement, à bord de la Lola-Aston Martin no 009, Harold Primat dépasse coup sur coup Ortelli (Oreca no 10) et Zwolsman (Audi no 14). 15 h 35 : Alexander Wurz (Peugeot no 9) marque son premier arrêt, au dixième tour, il repart en huitième position. Quant à la Creation no 4, elle voit sa progression gênée par diverses problèmes d'alimentation.
À 15 h 38, les deux Peugeot menant la course s'arrêtent à leur tour, tout en gardant leurs pneus. Alors que Pedro Lamy (Peugeot no 7) repart de son emplacement, Jean-Christophe Bouillon (Peugeot no 17) arrive et ne peut l'éviter. L'avant de la Peugeot de Pescarolo Sport harponne l'arrière gauche de la Peugeot de Lamy. Le Portugais qui a semble-t-il été relâché trop tôt, est alors contraint de faire un tour complet au ralenti. Le pneu, déchiré, endommage très fortement la carrosserie de la voiture no 7 et plusieurs voitures doivent passer au travers des débris de fibre de carbone. Ces derniers sont peut-être à l'origine de la crevaison que vient de subir Marc Lieb, le meneur de la catégorie GT2. Patrick Long se retrouve alors en première place. Quatre minutes après l'accrochage des deux Peugeot dans les stands, la course est neutralisée, dans l'objectif de nettoyer la piste des débris. McNish (Audi no 1) bénéficie des différents arrêts aux stands pour pointer en tête de la course au douzième tour. Il ravitaille le tour suivant, et Rockenfeller (Audi no 2) en fait de même. Les mécaniciens de Pescarolo Sport procèdent à un changement de capot avant sur la Peugeot no 17. Bouillon aura marqué un temps d'arrêt de 4 min 26 s, soit un tour de perdu.
15 h 44 : la Lola-Aston Martin no 009 pilotée par Harold Primat rentre aux stands pour changer d'alternateur. Le Suisse perd vingt minutes. À 15 h 47, Pedro Lamy rentre enfin aux stands où une longue réparation attend sa voiture. Pendant vingt-quatre minutes, les mécaniciens changent de nombreux éléments : capot, filtre à particules, turbocompresseur, carsh box et ponton. 15 h 50 : finalement, chez Peugeot Sport, les dirigeants décident de changer de stratégie de course : la no 9, pilotée par Marc Gené s'arrête à nouveau pour monter de nouveaux pneus.

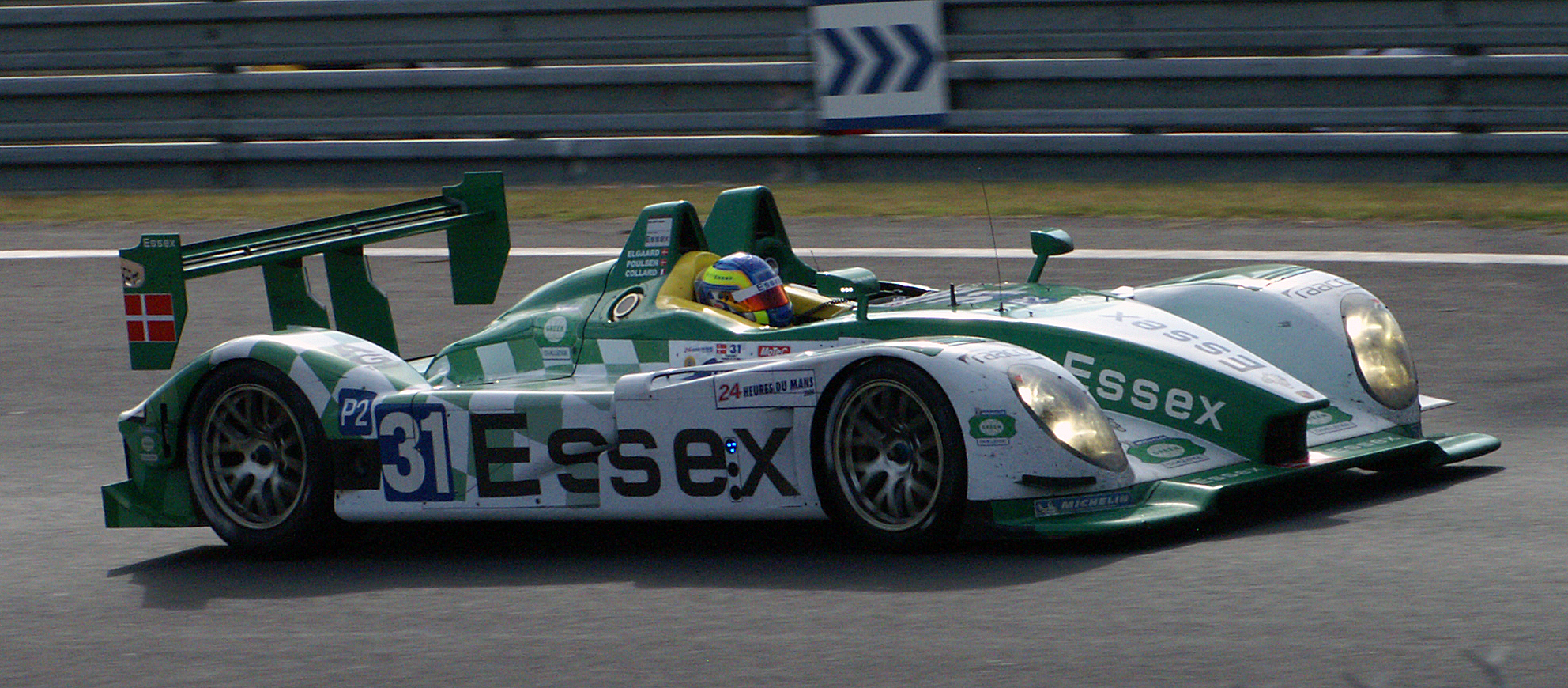
En LMP2, les Porsche RS Spyder Evo semblent intouchables (ici celle du Team Essex).

À la fin de la première heure (15 h 56) et après treize minutes de neutralisation, la voiture de sécurité rentre aux stands et la course reprend ses droits sous drapeau vert. À cet instant, Franck Montagny (Peugeot no 8) a une avance de 1 min 42 s sur McNish (Audi no 1) et Rockenfeller (Audi no 2) qui le suit, 1 min 48 s sur Mücke (Lola-Aston Martin no 007), 1 min 50 s sur Gené (Peugeot no 9) et Turner (Lola-Aston Martin no 008) et 3 min 26 s sur la Lola no 13 de Rebellion Racing, pilotée par Andrea Belicchi. Ce dernier dépasse Tinseau (Pescarolo no 16) dans la ligne droite des Hunaudières. Avant l'entame de la deuxième heure, il ne reste que neuf voitures dans le même tour. Zwolsman, neuvième, est donc le dernier dans le même tour que les meneurs (Audi no 14), il devance les deux Oreca d'Ortelli (no 10) et Panis (no 11), Hardman (Ginetta-Zytek no 23), Collard (Porsche no 31) premier en LMP2, Albers (Audi no 15) et Pierre Ragues sur la Courage-Oreca LC70E de l'écurie Signature. Parmi les favoris retardés, on retrouve notamment Boullion (Peugeot no 17) au dix-neuvième rang et Prémat (Audi no 3) au vingt-troisième. Dans la catégorie GT1, Magnussen (Chevrolet Corvette no 63) mène toujours. Dans la catégorie GT2, les écarts sont faibles, Patrick Long (Porsche no 76) précède Melo (Ferrari no 82), Bergmeister (Porsche no 80), Bouchut (Ferrari no 99), Rob Bell (Ferrari no 92) et Dominik Farnbacher (Ferrari no 89).

#### Deuxième heure: Sortie de piste pour Stéphane Ortelli et Vanina Ickx
À 16 h 4, Olivier Panis (Oreca no 11) reprend la dixième place à Stéphane Ortelli (Oreca no 10). À 16 h 7, Nicolas Minassian (Peugeot no 7) repart en piste, à sept tours du premier et en cinquante-et-unième position. Quelques minutes plus tard, à 16 h 12, Marc Gené (Peugeot no 9) dépasse la Lola-Aston Martin de Stefan Mücke. 16 h 28 : la Porsche de l'écurie chinoise Endurance Asia Team subit une crevaison sur son pneu avant droit.

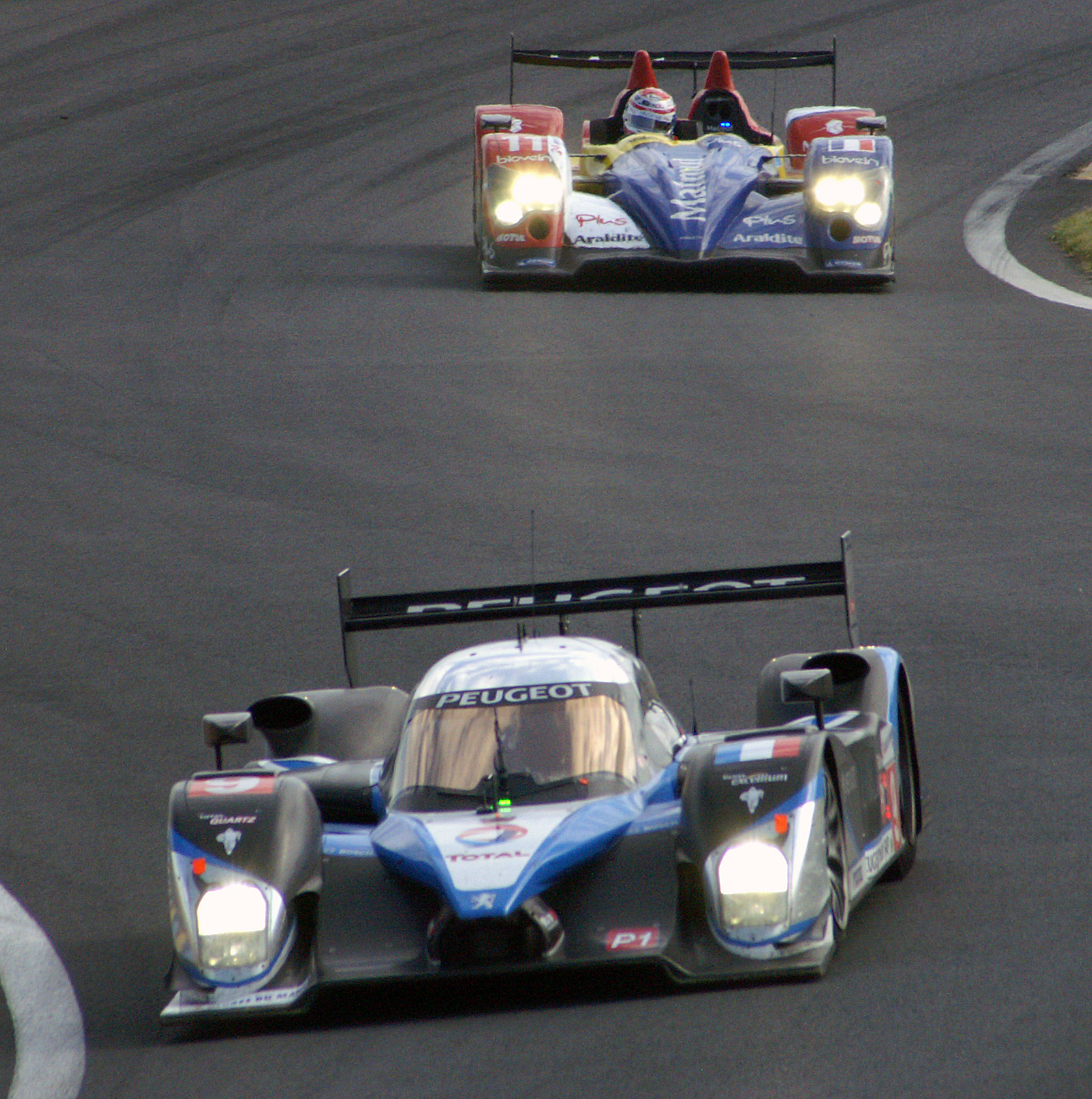
À la fin de la deuxième heure, les Peugeot 908 HDi FAP no 8 et no 9 (ici au premier plan) ont près de deux tours d'avance sur l'Oreca 01 no 11 (au second plan).

À 16 h 34, Franck Montagny (Peugeot no 8) ravitaille pour changer de pneumatiques. Allan McNish (Audi no 1), qui avait changé de pneus lors du dernier arrêt, s'arrête pour le carburant, mais un changement de capot avant, dû à un contact avec une Aston Martin survenu lors de la reprise de la course, lui fait perdre un peu de temps. Mike Rockenfeller (Audi no 2), qui s'est également arrêté (après McNish), parvient à repartir avant l’Écossais. Au même instant, les deux Oreca de Panis et Ortelli, se disputent le début la dixième place, mais Panis finit par s'incliner à la passerelle Dunlop. 16 h 43 : la Lola de Racing Box, engagée en LMP2, doit s'arrêter à son stand pour réparer des éléments de carrosserie, 4 min 32 s sont perdues. À 16 h 50, la Porsche no 77 tombe en panne d'alimentation et s'arrête dans la voie de décélération, non loin de l'entrée de la voie des stands. Son abandon ne sera confirmé officiellement qu'à 17 h 32. Une minute plus tard, la Lola-Aston Martin no 009 doit marquer un arrêt d'une minute à son stand en guise de pénalité. Cette dernière fait suite à une intervention des mécaniciens sur la voiture, alors qu'elle se trouvait sur la grille de départ. À 16 h 53, Panis rentre aux stands car il est gêné par le revêtement de la pédale d'accélérateur qui s'est détaché. Lorsque Nicolas Lapierre le relaie, l'équipage est au treizième rang.
À 16 h 58, Stéphane Ortelli (Oreca no 10) est déstabilisé après avoir mis une roue dans l'herbe entre les Esses de la forêt et le Tertre Rouge ; il part en tête-à-queue et heurte le mur de pneus. Il parvient à repartir, mais sans son aileron arrière. Au même instant, Vanina Ickx, à bord de la Creation CA07, l'imite, au niveau des virages Porsche. Elle ne sort du bac à gravier que cinq minutes plus tard.
Après deux heures de course, les deux Peugeot rescapées mènent toujours ; Montagny (Peugeot no 8) a 1 min 52 s d'avance sur Gené (Peugeot no 9), près de deux minutes sur les Audi de Rockenfeller (1 min 57 s) et McNish (2 min 4 s) et respectivement 2 min 23 s et 2 min 31 s sur les Lola-Aston Martin de Mücke et Turner. À plus d'un tour, Tinseau (Pescarolo no 16), Zwolsman (Audi no 14), Boullion (Peugeot no 17), Albers (Audi no 15) et Belicchi (Lola no 13) suivent. À deux tours, Panis (Oreca no 11) n'a plus que quatre secondes d'avance sur l'Audi de Prémat qui remonte. Dans la catégorie GT2, la Ferrari de l'écurie Hankook Team Farnbacher qui ne s'est pas arrêtée pour changer de pneumatiques, mène devant les Porsche d'IMSA Performance et de Flying Lizard Motorsports.

#### Troisième heure: La Peugeotno8de Montagny accentue encore son avance
17 h 6 : la Lola no 39 de Kruse Schiller Motorsport est retardée par diverses problèmes (embrayage et alternateur) ; elle occupe dorénavant la dernière place du classement général. À 17 h 10, après 6 min 49 s de réparation pour remplacement de divers éléments de carrosserie (capots, ailerons et l'extracteur), Bruno Senna reprend la piste à bord de l'Oreca 01 no 10. Neuf minutes plus tard, Montagny marque un nouvel arrêt et commence un quatrième relais. McNish s'était arrêté un tour avant lui. 17 h 39 : Miguel Amaral (Ginetta-Zytek no 40/LMP2) effectue un tête-à-queue à la chicane Playstation. 17 h 47 : l'unique Aston Martin DBR9 est au ralenti sur le circuit, elle rentre aux stands et repart 5 min 37 s plus tard.
À 18 h, Montagny (Peugeot no 8), qui a parcouru cinquante tours, détient une avance de 2 min 36 s sur Gené (Peugeot no 9) et près de 3 minutes sur McNish (Audi no 1). Quant à l'Audi de Marco Werner, elle pointe désormais à un tour, tout comme les deux Lola-Aston Martin, la Peugeot no 17, les deux Audi R10 TDI et la R15 TDI no 3. Dans la catégorie GT2, deux Porsche sont désormais en tête, la no 80 (Flying Lizard Motorsports) et celle d'IMSA Performance.

### Classements intermédiaires
| Pos. | Après la 1re heure | Après la 1re heure                                                    | Après 6 heures | Après 6 heures                                                     | Après 12 heures | Après 12 heures                                                       | Après 18 heures | Après 18 heures                                                       |
| Pos. | n°                 | Voiture / Pilotes                                                     | n°             | Voiture / Pilotes                                                  | n°              | Voiture / Pilotes                                                     | n°              | Voiture / Pilotes                                                     |
| ---- | ------------------ | --------------------------------------------------------------------- | -------------- | ------------------------------------------------------------------ | --------------- | --------------------------------------------------------------------- | --------------- | --------------------------------------------------------------------- |
| 1    | 8                  | Team Peugeot Total Peugeot 908 HDi FAP Bourdais - Montagny - Sarrazin | 9              | Peugeot Sport Total Peugeot 908 HDi FAP Brabham - Gené - Wurz      | 9               | Peugeot Sport Total Peugeot 908 HDi FAP Brabham - Gené - Wurz         | 9               | Peugeot Sport Total Peugeot 908 HDi FAP Brabham - Gené - Wurz         |
| 2    | 1                  | Audi Sport Team Joest Audi R15 TDI Capello - Kristensen - McNish      | 1              | Audi Sport Team Joest Audi R15 TDI Capello - Kristensen - McNish   | 1               | Audi Sport Team Joest Audi R15 TDI Capello - Kristensen - McNish      | 8               | Team Peugeot Total Peugeot 908 HDi FAP Bourdais - Montagny - Sarrazin |
| 3    | 2                  | Audi Sport North America Audi R15 TDI Luhr - Rockenfeller - Werner    | 2              | Audi Sport North America Audi R15 TDI Luhr - Rockenfeller - Werner | 8               | Team Peugeot Total Peugeot 908 HDi FAP Bourdais - Montagny - Sarrazin | 1               | Audi Sport Team Joest Audi R15 TDI Capello - Kristensen - McNish      |
| 4    | 007                | AMR Eastern Europe Lola-AM B09/60 Charouz - Enge - Mücke              | 008            | Aston Martin Racing Lola-AM B09/60 Davidson - Turner - Verstappen  | 17              | Pescarolo Sport Peugeot 908 HDi FAP Boullion - Tréluyer - Pagenaud    | 007             | AMR Eastern Europe Lola-AM B09/60 Charouz - Enge - Mücke              |
| 5    | 9                  | Peugeot Sport Total Peugeot 908 HDi FAP Brabham - Gené - Wurz         | 17             | Pescarolo Sport Peugeot 908 HDi FAP Boullion - Tréluyer - Pagenaud | 007             | AMR Eastern Europe Lola-AM B09/60 Charouz - Enge - Mücke              | 11              | Team Oreca Matmut AIM Oreca 01 Panis - Lapierre - Ayari               |

### Classement final de la course
| Pos.  | Catégorie | no  | Écurie                                  | Pilotes                                                    | Châssis                     | Moteur                               | Pneus | Tours/Abandon |
| ----- | --------- | --- | --------------------------------------- | ---------------------------------------------------------- | --------------------------- | ------------------------------------ | ----- | ------------- |
| 1     | LMP1      | 9   | Peugeot Sport                           | David Brabham Marc Gené Alexander Wurz                     | Peugeot 908 HDi FAP         | Peugeot HDi 5,5 L Turbo V12 (Diesel) | M     | 382           |
| 2     | LMP1      | 8   | Peugeot Sport                           | Franck Montagny Sébastien Bourdais Stéphane Sarrazin       | Peugeot 908 HDi FAP         | Peugeot HDi 5,5 L Turbo V12 (Diesel) | M     | 381           |
| 3     | LMP1      | 1   | Audi Sport Team Joest                   | Tom Kristensen Allan McNish Rinaldo Capello                | Audi R15 TDI                | Audi TDI 5,5 L Turbo V10 (Diesel)    | M     | 376           |
| 4     | LMP1      | 007 | Aston Martin Racing Eastern Europe      | Jan Charouz Tomáš Enge Stefan Mücke                        | Lola B09/60-Aston Martin    | Aston Martin 6,0 L V12               | M     | 373           |
| 5     | LMP1      | 11  | Oreca                                   | Olivier Panis Nicolas Lapierre Soheil Ayari                | Oreca 01                    | AIM YS5.5 5,5 L V10                  | M     | 370           |
| 6     | LMP1      | 7   | Peugeot Sport                           | Nicolas Minassian Pedro Lamy Christian Klien               | Peugeot 908 HDi FAP         | Peugeot HDi 5,5 L Turbo V12 (Diesel) | M     | 369           |
| 7     | LMP1      | 14  | Team Kolles                             | Charles Zwolsman Narain Karthikeyan André Lotterer         | Audi R10 TDI                | Audi TDI 5,5 L Turbo V12 (Diesel)    | M     | 369           |
| 8     | LMP1      | 16  | Pescarolo Sport                         | Christophe Tinseau Bruce Jouanny João Barbosa              | Pescarolo 01                | Judd GV5.5 S2 5,5 L V10              | M     | 368           |
| 9     | LMP1      | 15  | Team Kolles                             | Christian Bakkerud Christijan Albers Giorgio Mondini       | Audi R10 TDI                | Audi TDI 5,5 L Turbo V12 (Diesel)    | M     | 360           |
| 10    | LMP2      | 31  | Team Essex                              | Casper Elgaard Kristian Poulsen Emmanuel Collard           | Porsche RS Spyder Evo       | Porsche MR6 3,4 L V8                 | M     | 357           |
| 11    | LMP1      | 12  | Signature                               | Pierre Ragues Franck Mailleux Didier André                 | Courage-Oreca LC70E         | Judd GV5.5 S2 5,5 L V10              | M     | 344           |
| 12    | LMP2      | 33  | Speedy Racing Team Sebah                | Benjamin Leuenberger Xavier Pompidou Jonny Kane            | Lola B08/80                 | Judd DB 3,4 L V8                     | M     | 343           |
| 13    | LMP1      | 008 | Aston Martin Racing                     | Anthony Davidson Darren Turner Jos Verstappen              | Lola B09/60-Aston Martin    | Aston Martin 6,0 L V12               | M     | 342           |
| 14    | LMP1      | 13  | Speedy Racing Team Sebah                | Andrea Belicchi Nicolas Prost Neel Jani                    | Lola B08/60                 | Aston Martin 6,0 L V12               | M     | 342           |
| 15    | GT1       | 63  | Corvette Racing                         | Johnny O'Connell Jan Magnussen Antonio García              | Chevrolet Corvette C6.R     | Chevrolet LS7.R 7,0 L V8             | M     | 342           |
| 16    | GT1       | 73  | Luc Alphand Aventures                   | Xavier Maassen Yann Clairay Julien Jousse                  | Chevrolet Corvette C6.R     | Chevrolet LS7.R 7,0 L V8             | D     | 336           |
| 17    | LMP1      | 3   | Audi Sport Team Joest                   | Timo Bernhard Romain Dumas Alexandre Prémat                | Audi R15 TDI                | Audi TDI 5,5 LTurbo V10 (Diesel)     | M     | 333           |
| 18    | GT2       | 82  | Risi Competizione                       | Jaime Melo Pierre Kaffer Mika Salo                         | Ferrari F430 GTC            | Ferrari 4,0 L V8                     | M     | 329           |
| 19    | GT2       | 97  | BMS Scuderia Italia                     | Fabio Babini Matteo Malucelli Paolo Ruberti                | Ferrari F430 GTC            | Ferrari 4,0 L V8                     | P     | 327           |
| 20    | LMP2      | 24  | Oak Racing                              | Jacques Nicolet Richard Hein Jean-François Yvon            | Pescarolo 01                | Mazda MZR-R 2,0 Turbo L4             | D     | 325           |
| 21    | LMP1      | 23  | Strakka Racing                          | Nick Leventis Peter Hardman Danny Watts                    | Ginetta-Zytek 09S           | Zytek 4,5 L V8                       | M     | 325           |
| 22    | GT2       | 83  | Risi Competizione Krohn Racing          | Tracy Krohn Eric van de Poele Niclas Jönsson               | Ferrari F430 GTC            | Ferrari 4,0 L V8                     | M     | 323           |
| 23    | GT2       | 92  | JMW Motorsport                          | Robert Bell Andrew Kirkaldy Tim Sugden                     | Ferrari F430 GTC            | Ferrari 4,0 L V8                     | D     | 320           |
| 24    | LMP1      | 4   | Creation Autosportif                    | Jamie Campbell-Walter Vanina Ickx Romain Iannetta          | Creation CA07               | Judd GV5.5 S2 5,5 L V10              | M     | 319           |
| 25    | GT2       | 85  | Spyker Squadron                         | Tom Coronel Jeroen Bleekemolen Jaroslav Janiš              | Spyker C8 Laviolette GT2-R  | Audi 3,8 L V8                        | M     | 319           |
| 26    | GT2       | 78  | AF Corse                                | Gianmaria Bruni Luís Pérez Companc Matías Russo            | Ferrari F430 GTC            | Ferrari 4,0 L V8                     | M     | 317           |
| 27    | GT2       | 84  | Team Modena                             | Leo Mansell Pierre Ehret Roman Rusinov                     | Ferrari F430 GTC            | Ferrari 4,0 L V8                     | M     | 314           |
| 28    | LMP2      | 32  | Barazi-Epsilon                          | Juan Barazi Phil Bennet Stuart Moseley                     | Zytek 07S/2                 | Zytek 2ZG348 3,4 L V8                | D     | 306           |
| 29    | GT2       | 99  | JMB Racing                              | Manuel Rodrigues Yvan Lebon (de) Christophe Bouchut        | Ferrari F430 GTC            | Ferrari 4,0 L V8                     | M     | 304           |
| 30    | GT2       | 81  | Advanced Engineering                    | Patrick Dempsey Don Kitch, Jr. Joe Foster (pl)             | Ferrari F430 GTC            | Ferrari 4,0 L V8                     | M     | 301           |
| 31    | GT1       | 66  | Jetalliance Racing                      | Lukas Lichtner-Hoyer Thomas Gruber Alex Müller             | Aston Martin DBR9           | Aston Martin 6,0 L V12               | M     | 294           |
| 32    | GT2       | 96  | Virgo Motorsport                        | Sean McInerney Michael McInerney Michael Vergers           | Ferrari F430 GTC            | Ferrari 4,0 L V8                     | D     | 280           |
| N. c. | GT2       | 75  | Endurance Asia Team                     | Darryl O'Young Philippe Hesnault Plamen Kralev             | Porsche 911 GT3 RSR (997)   | Porsche 4,0 L Flat-6                 | D     | 186           |
| Abd.  | GT2       | 87  | Drayson Racing                          | Paul Drayson Jonny Cocker Marino Franchitti                | Aston Martin V8 Vantage GT2 | Aston Martin 4,5 L V8                | M     | 272           |
| Abd.  | LMP2      | 5   | Navi Team Goh                           | Seiji Ara Keisuke Kunimoto Sascha Maassen                  | Porsche RS Sypder Evo       | Porsche MR6 3,4 L V8                 | M     | 339           |
| Abd.  | GT1       | 64  | Corvette Racing                         | Oliver Gavin Olivier Beretta Marcel Fässler                | Chevrolet Corvette C6.R     | Chevrolet LS7.R 7,0 L V8             | M     | 311           |
| Abd.  | LMP2      | 25  | Ray Mallock Ltd.                        | Thomas Erdos Mike Newton Chris Dyson                       | B08/86                      | Mazda MZR-R 2,0 L Turbo L4           | M     | 273           |
| Abd.  | GT2       | 76  | IMSA Performance                        | Patrick Pilet Raymond Narac Patrick Long                   | Porsche 911 GT3 RSR (997)   | Porsche 4,0 L Flat-6                 | M     | 265           |
| Abd.  | LMP2      | 39  | Kruse Schiller Motorsport               | Hideki Noda Jean de Pourtales (en) Matthew Marsh           | Lola B07/46                 | Mazda MZR-R 2,0 L Turbo L4           | D     | 261           |
| Abd.  | LMP1      | 009 | Aston Martin Racing                     | Stuart Hall Harold Primat Peter Kox                        | Lola B09/60-Aston Martin    | Aston Martin 6,0 L V12               | M     | 252           |
| Abd.  | LMP1      | 10  | Oreca                                   | Stéphane Ortelli Bruno Senna Tiago Monteiro                | Oreca 01                    | AIM YS5.5 5,5 L V10                  | M     | 219           |
| Abd.  | LMP1      | 17  | Pescarolo Sport                         | Simon Pagenaud Jean-Christophe Boullion Benoît Tréluyer    | Peugeot 908 HDi FAP         | Peugeot HDi 5,5 L Turbo V12 (Diesel) | M     | 210           |
| Abd.  | LMP2      | 35  | Oak Racing                              | Matthieu Lahaye Guillaume Moreau Karim Ajlani              | Pescarolo 01                | Mazda MZR-R 2,0 L Turbo L4           | D     | 208           |
| Abd.  | LMP2      | 30  | Racing Box                              | Andrea Piccini Thomas Biagi Matteo Bobbi                   | Lola B08/80                 | Judd DB 3,4 L V8                     | M     | 203           |
| Abd.  | GT2       | 80  | Flying Lizard Motorsports               | Jörg Bergmeister Darren Law Seth Neiman                    | Porsche 911 GT3 RSR (997)   | Porsche 4,0 L Flat-6                 | M     | 194           |
| Abd.  | GT2       | 89  | Hankook Team Farnbacher                 | Dominik Farnbacher Allan Simonsen Christian Montanari      | Ferrari F430 GTC            | Ferrari 4,0 L V8                     | H     | 183           |
| Abd.  | LMP1      | 6   | Team LNT                                | Lawrence Tomlinson Richard Dean Nigel Moore                | Ginetta-Zytek 09S           | Zytek ZG408 4,0 L V8                 | M     | 178           |
| Abd.  | LMP1      | 2   | Audi Sport North America                | Marco Werner Lucas Luhr Mike Rockenfeller                  | Audi R15 TDI                | Audi TDI 5,5 L Turbo V10 (Diesel)    | M     | 104           |
| Abd.  | LMP2      | 41  | GAC Racing Team                         | Karim Ojjeh Claude-Yves Gosselin Philipp Peter             | Zytek 07S/2                 | Zytek ZG384 3,4 L V8                 | M     | 102           |
| Abd.  | GT2       | 70  | IMSA Performance Team Felbermayr-Proton | Michel Lecourt Horst Felbermayr, Sr. Horst Felbermayr, Jr. | Porsche 911 GT3 RSR (997)   | Porsche 4,0 L Flat-6                 | M     | 102           |
| Abd.  | GT1       | 72  | Luc Alphand Aventures                   | Luc Alphand Stéphan Grégoire Patrice Goueslard             | Chevrolet Corvette C6.R     | Chevrolet LS7.R 7,0 L V8             | D     | 99            |
| Abd.  | LMP2      | 26  | Team Bruichladdich                      | Pierre Bruneau Marc Rostan Tim Greaves                     | Radical SR9                 | AER P07 2,0 L Turbo L4               | D     | 91            |
| Abd.  | LMP2      | 40  | Quifel ASM Team                         | Miguel Amaral Olivier Pla Guy Smith                        | Ginetta-Zytek 09S/2         | Zytek ZG348 3,4 L V8                 | D     | 46            |
| Abd.  | GT2       | 77  | Team Felbermayr-Proton                  | Marc Lieb Wolf Henzler Richard Lietz                       | Porsche 911 GT3 RSR (997)   | Porsche 4,0 L Flat-6                 | M     | 24            |
| Abd.  | GT1       | 68  | JLOC                                    | Atsushi Yogō (de) Yutaka Yamagishi Marco Apicella          | Lamborghini Murciélago R-GT | Lamborghini 6,0 L V12                | Y     | 1             |

### Statistiques et informations diverses
Longueur du tracé est de 13,629 km.

#### Pole position et record du tour
- Pole position : Stéphane Sarrazin sur la Peugeot 908 HDi FAP no 8, en 3 min 22 s 888[37].
- Meilleur tour en course : Nicolas Minassian sur la Peugeot 908 HDi FAP no 7, en 3 min 24 s 352[38].

## Statistiques
Les 24 Heures du Mans 2009 représentent :
- La première participation pour les pilotes : Charles Zwolsman[26], Narayn Karthikeyan (essais seulement)[26], André Lotterer[26], Manuel Rodrigues[21], Yvan Lebon (de)[21], Michel Lecourt[10]...
- Première participation pour les écuries : Jetalliance Racing[2]...

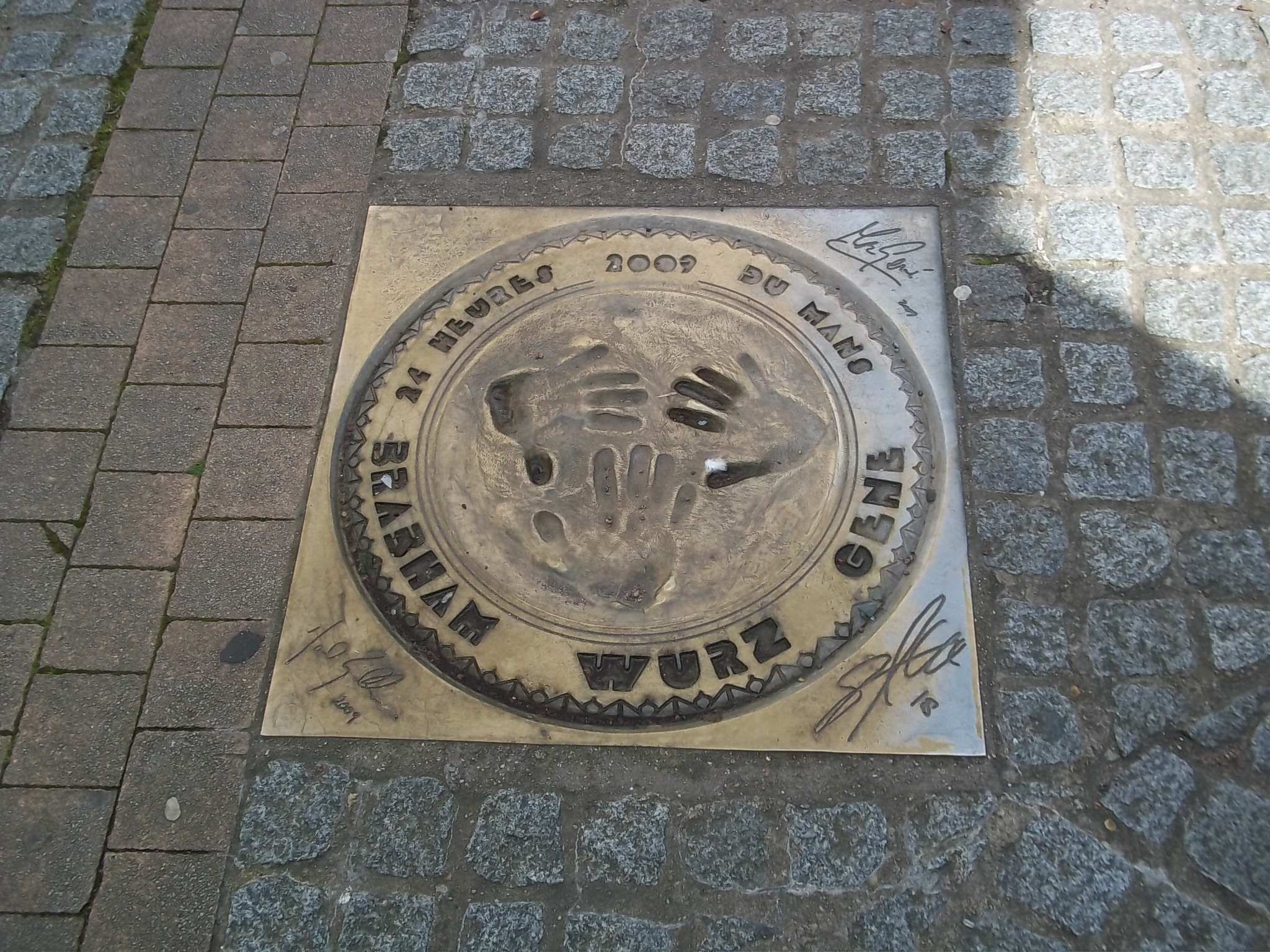
Les empreintes des vainqueurs de l'édition 2009 sur le "Walk of fame" du Mans.

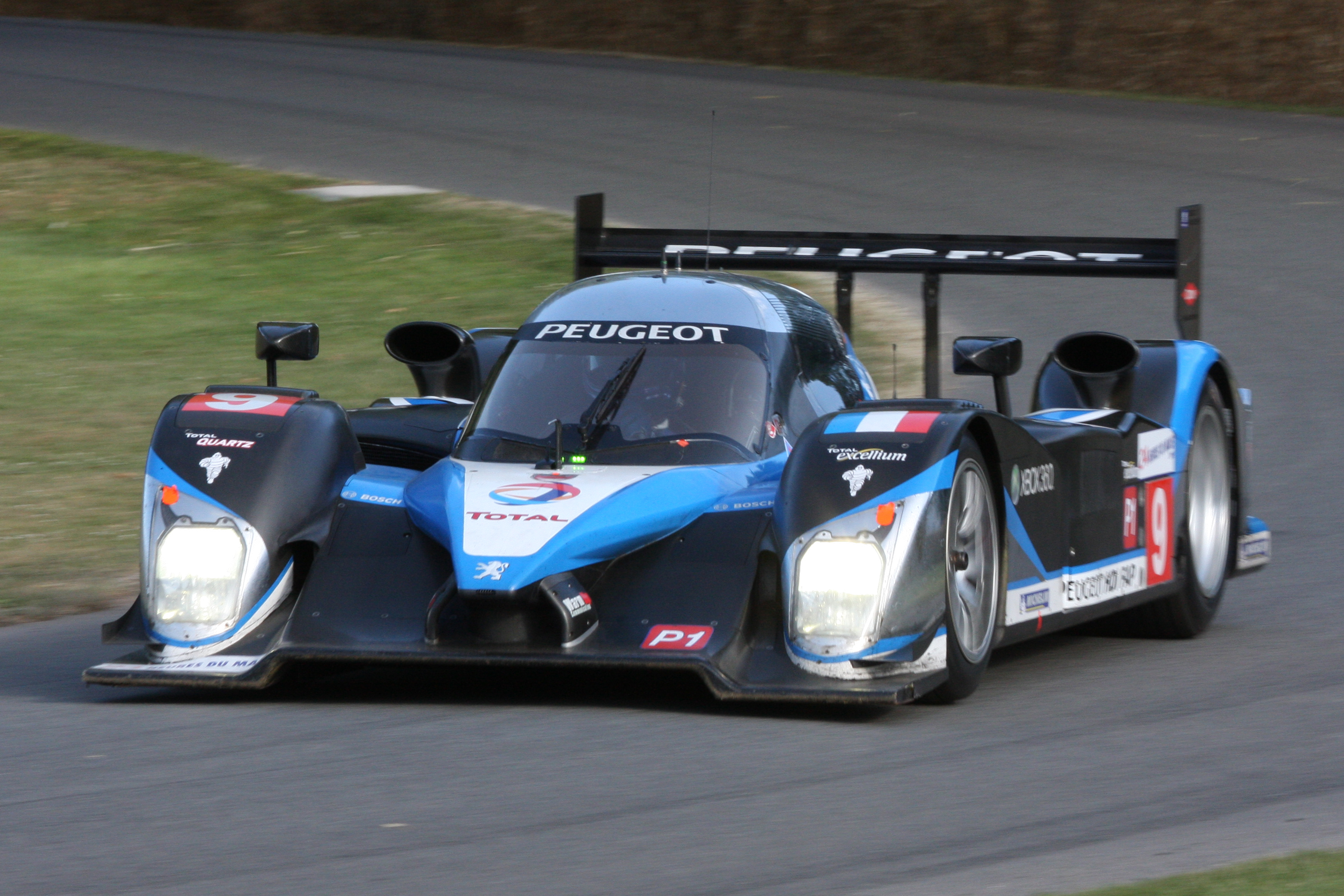
La Peugeot 908 HDi FAP gagnante de la course et de la catégorie LMP1.
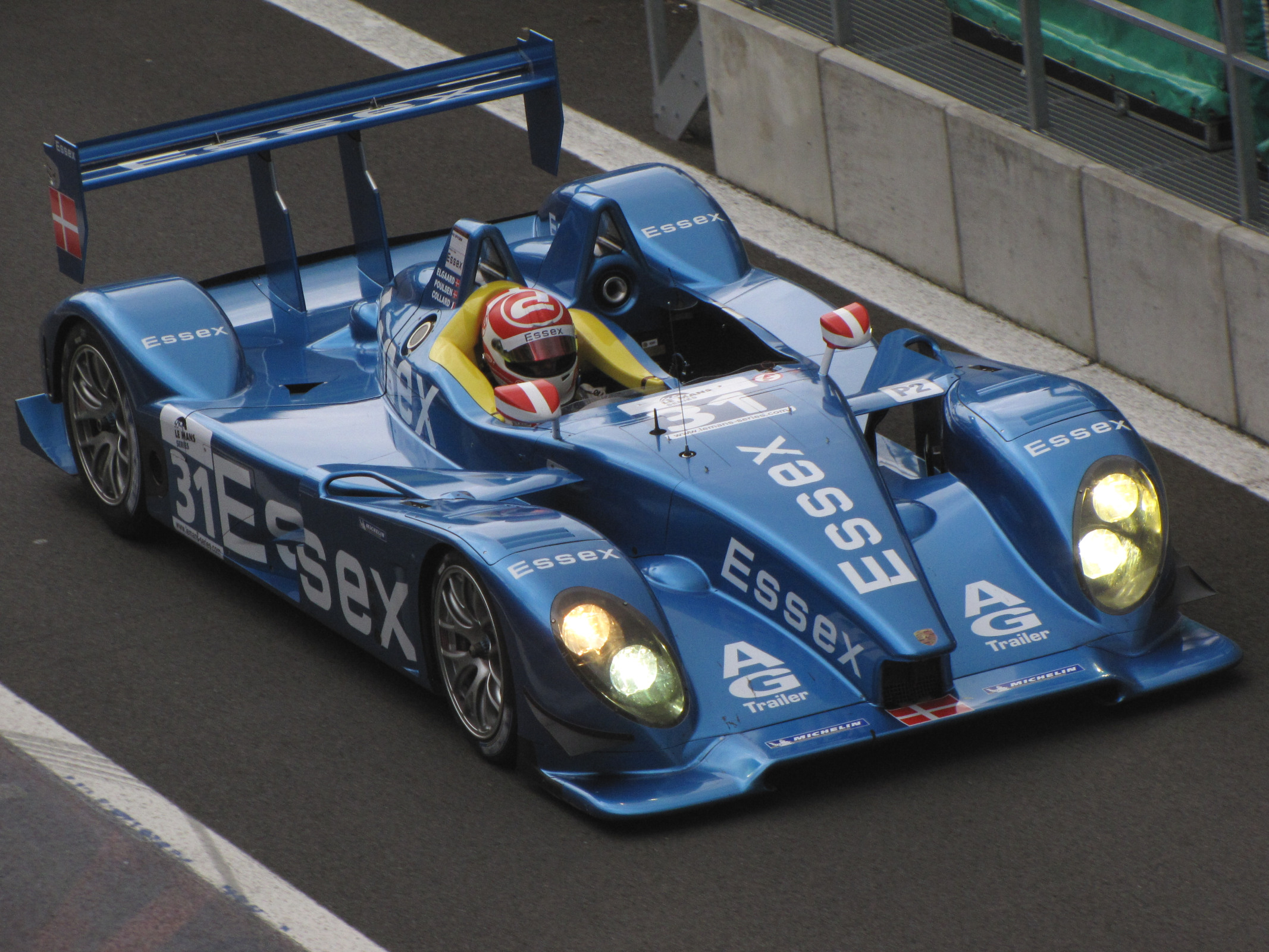
La Porsche RS Spyder Evo, dixième et gagnante de la catégorie LMP2.
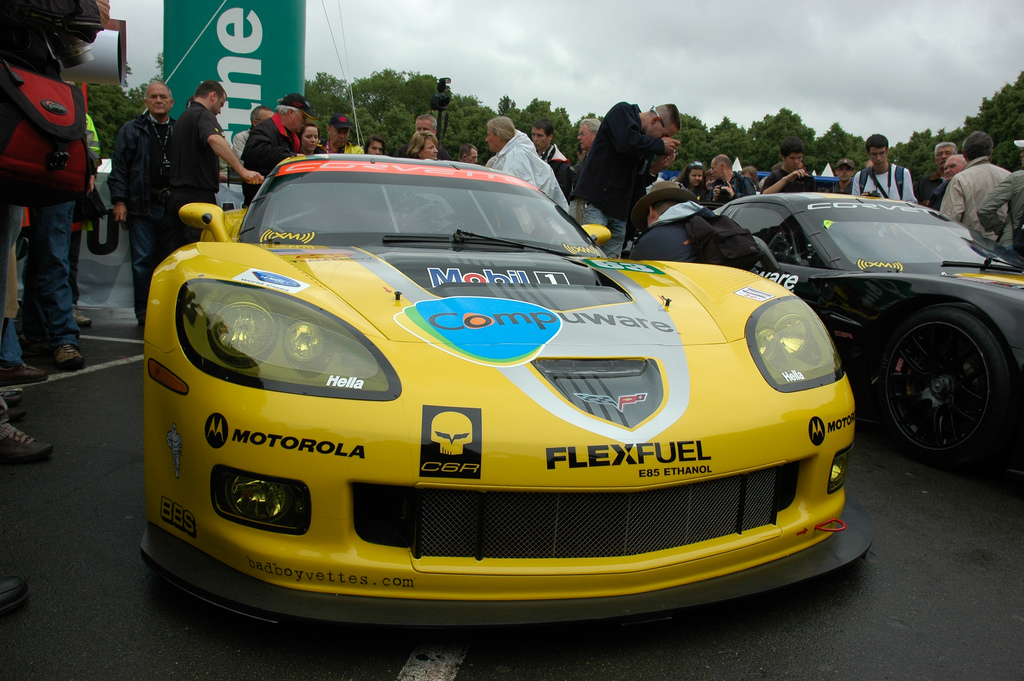
La Chevrolet Corvette C6.R, quinzième et gagnante de la catégorie GT1.
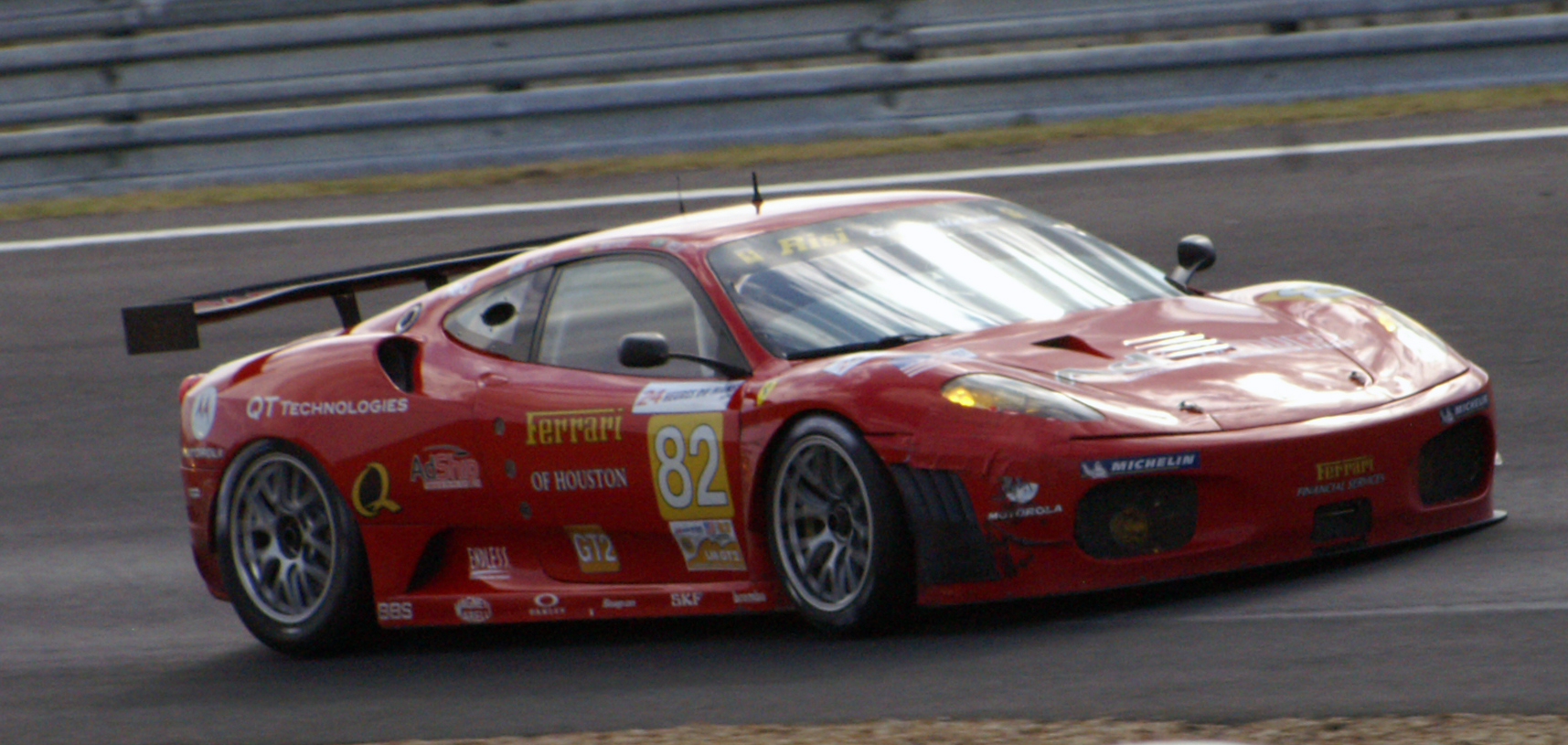
La Ferrari F430 GTC, dix-huitième et gagnante du GT2.